# Campanha presidencial de John McCain em 2008
A campanha presidencial de John McCain em 2008, do senador sênior de longa data dos Estados Unidos pelo Arizona, foi lançada com um anúncio informal em 28 de fevereiro de 2007, durante uma gravação ao vivo do programa Late Show with David Letterman, e formalmente iniciada em um evento em 25 de abril de 2007. Esta foi sua segunda candidatura à Presidência dos Estados Unidos, tendo previamente concorrido à nomeação de seu partido nas primárias republicanas de 2000 [en] e sido considerado um possível companheiro de chapa do então indicado do partido, o governador George W. Bush do Texas. Após conquistar a maioria dos delegados nas primárias republicanas de 2008 [en], em 29 de agosto, antes da convenção, McCain escolheu a governadora do Alasca, Sarah Palin, como sua companheira de chapa para vice-presidente. Cinco dias depois, na Convenção Nacional Republicana de 2008, McCain foi formalmente selecionado como o indicado presidencial do Partido Republicano para a eleição presidencial de 2008.
McCain começou a campanha como o aparente favorito entre os republicanos, com uma estratégia de se apresentar como o candidato estabelecido e inevitável; seu site de campanha destacava um artigo da Associated Press que o descrevia como "[uma] celebridade política". Ele fez esforços significativos para se aproximar de setores da base republicana que haviam resistido à sua campanha insurgente de 2000 [en]. No entanto, ele logo perdeu terreno nas pesquisas e na arrecadação de fundos; em julho de 2007, sua campanha foi forçada a reestruturar seu tamanho e operações. O sentimento republicano contra a legislação de reforma imigratória que ele patrocinava também contribuiu para a erosão de sua liderança.
No final de 2007, McCain iniciou uma recuperação, culminando com vitórias em janeiro de 2008 nas primárias de New Hampshire, Carolina do Sul e Flórida. Isso o tornou o favorito para a nomeação republicana. Na Super Terça, McCain venceu a maioria dos estados e delegados nas primárias republicanas, garantindo uma liderança significativa rumo à nomeação republicana. McCain assegurou a maioria dos delegados e tornou-se o presumível indicado republicano com vitórias em várias primárias adicionais em 4 de março. No dia seguinte, o presidente George W. Bush endossou McCain na Casa Branca.
Na eleição geral, enfrentando o indicado democrata, senador Barack Obama de Illinois, McCain ficou atrás na maioria das pesquisas durante a campanha, ganhando liderança nas pesquisas nacionais apenas por um período após o anúncio de Palin e a Convenção Nacional Republicana de 2008. A questão dominante da campanha tornou-se a crise financeira de 2008. Incapaz de ganhar tração contra Obama nos debates presidenciais, as fases finais da campanha viram McCain criticando Obama por ser um "redistribucionista" e adotando símbolos como Joe, o Encanador [en].
Em 4 de novembro de 2008, McCain perdeu para Barack Obama na eleição geral, recebendo 173 votos no colégio eleitoral contra 365 de Obama e obtendo 46% dos votos populares contra 53% de Obama. Caso McCain tivesse sido eleito, ele teria sido o primeiro presidente não nascido em um estado dos EUA, já que nasceu na Zona do Canal do Panamá (um território dos EUA na época de seu nascimento). McCain também teria sido o primeiro presidente do estado do Arizona, e teria se tornado o presidente eleito mais velho, superando a idade de Ronald Reagan de 69 anos, enquanto Palin teria sido a primeira vice-presidente mulher, bem como a primeira vice-presidente do Alasca e de fora do continente dos Estados Unidos, e Todd Palin [en] teria se tornado o primeiro segundo-cavalheiro dos Estados Unidos. Esses feitos foram realizados 12 anos depois por Joe Biden, que tinha 78 anos no momento de sua eleição, Kamala Harris e seu marido, Doug Emhoff, que se tornaram a primeira vice-presidente mulher e o primeiro segundo-cavalheiro, respectivamente.
McCain venceu mais dois mandatos como senador pelo Arizona nas eleições de 2010 e 2016, até sua morte em 2018.

## Antes do anúncio
Os pontos fortes frequentemente citados de McCain como potencial candidato presidencial em 2008 incluíam reconhecimento nacional, patrocínio de grandes iniciativas de reforma de lobby e financiamento de campanhas, e liderança na exposição do escândalo Abramoff [en].
Ele era amplamente conhecido por seu serviço militar (incluindo anos como prisioneiro de guerra torturado) e por competir na campanha presidencial de 2000, na qual venceu a primária de New Hampshire antes de perder a nomeação para George W. Bush. McCain também impressionou muitos republicanos com seu forte apoio à campanha de reeleição do presidente Bush em 2004 [en] e seu papel na confirmação de muitos indicados judiciais de Bush. Desde 1993, ele também atuava como presidente do Instituto Republicano Internacional [en], uma organização financiada pelo governo dos EUA envolvida no apoio à democracia política ao redor do mundo.
Uma pesquisa da revista Time de janeiro de 2007 mostrou McCain empatado com a possível adversária democrata, senadora Hillary Clinton, com 46%; na mesma pesquisa, McCain ficou atrás do senador democrata Barack Obama, com 41% contra 48%. Uma pesquisa anterior da *Time* indicou que mais americanos conheciam McCain do que qualquer outro favorito, incluindo Obama e o candidato republicano e ex-prefeito de Nova York Rudy Giuliani. Durante o ciclo eleitoral de 2006, McCain participou de 346 eventos e arrecadou mais de US$ 10,5 milhões em nome de candidatos republicanos. Ele também doou quase US$ 1,5 milhão para partidos federais, estaduais e municipais.
Em maio de 2006, McCain fez o discurso de formatura na Universidade Liberty de Jerry Falwell. Durante sua campanha presidencial de 2000, McCain havia chamado Falwell de "agente de intolerância". Com ampla cobertura durante a campanha, McCain afirmou que nunca recuaria de sua declaração anterior. Sua aparição posterior na Universidade Liberty levantou questões sobre a relação McCain-Falwell e uma possível candidatura presidencial em 2008. McCain recuou e declarou que Falwell não era mais tão divisivo e que ambos discutiram seus valores compartilhados. McCain fez um discurso semelhante na formatura da The New School no Madison Square Garden. McCain foi vaiado, e vários estudantes e professores viraram as costas ou exibiram panfletos com a frase "McCain não fala por mim". O discurso de McCain mencionou seu apoio inabalável à Guerra do Iraque e destacou a importância de ouvir pontos de vista opostos, escutar uns aos outros e a relevância da oposição em uma democracia.

## Anúncio

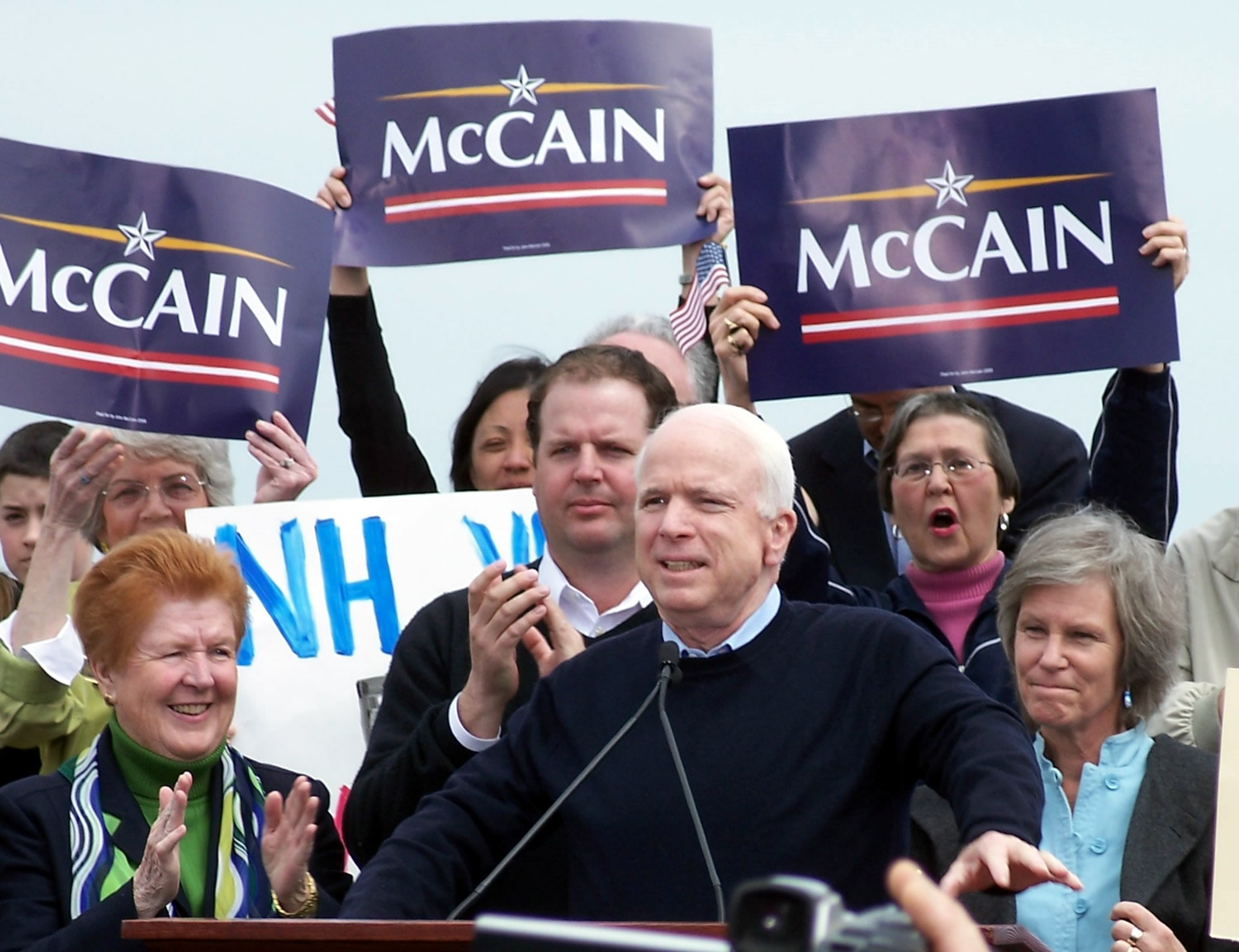
John McCain anunciando oficialmente sua candidatura à presidência em 2008 em Portsmouth, New Hampshire, 25 de abril de 2007.

McCain anunciou informalmente sua candidatura na quarta-feira, 28 de fevereiro de 2007, durante a transmissão do programa Late Show with David Letterman.
Ele então anunciou formalmente sua candidatura à presidência dos Estados Unidos e, por conseguinte, sua intenção de buscar a nomeação do Partido Republicano para a eleição presidencial de 2008, pouco depois do meio-dia em Prescott Park, na orla de Portsmouth, New Hampshire, na quarta-feira, 25 de abril de 2007. Em seu anúncio, McCain enfatizou que "a América nunca deve iniciar uma guerra a menos que estejamos preparados para fazer tudo o que for necessário para vencer", e também declarou que, "não estou concorrendo à presidência para ser alguém, mas para fazer algo; para fazer as coisas difíceis, porém necessárias, não as coisas fáceis e desnecessárias". O público estava um tanto apático. Ele então visitou o Saint Anselm College e vários outros locais em Manchester, New Hampshire, em um dia frio e chuvoso, antes de iniciar uma campanha planejada de três dias na Carolina do Sul, Iowa, Nevada e Arizona.

## Equipe de campanha e assessores de políticas
Em 2 de julho de 2008, Steve Schmidt [en] recebeu "controle operacional total" da campanha de McCain. Schmidt havia gerenciado a reeleição de Arnold Schwarzenegger em 2006 e foi um dos principais assessores de Dick Cheney. Rick Davis manteve o título de gerente de campanha de McCain ao longo de 2008, mas seu papel foi reduzido quando Schmidt assumiu o controle.
Davis foi anteriormente o executivo-chefe da campanha e tornou-se gerente de campanha quando John Weaver, principal assessor de McCain, e Terry Nelson, gerente anterior da campanha, renunciaram em 11 de julho de 2007. Davis também foi gerente de campanha durante a campanha presidencial de McCain em 2000, quando Weaver era o principal estrategista da campanha. Em 2005 e 2006, a inteligência dos EUA alertou a equipe do Senado de McCain sobre o envolvimento do senador com Davis, que na época era lobista em negócios com Paul Manafort, mas a inteligência dos EUA não emitiu mais alertas sobre as conexões russas de Davis quando ele foi gerente nacional da campanha de McCain de julho de 2007 a novembro de 2008.
Outros membros importantes da equipe incluíam o ex-chefe de gabinete de McCain, Mark Salter, e o estrategista político de longa data Charlie Black, que trabalhou para Reagan, ambos os Bushes e o senador da Carolina do Sul Lindsey Graham. O ex-assessor de Bush, Mark McKinnon, também trabalhou para a campanha antes de sair em maio de 2008 para evitar trabalhar contra Barack Obama. Jill Hazelbaker era a principal porta-voz da campanha. A secretária de imprensa de McCain era Melissa Shuffield.
O comentarista neoconservador Bill Kristol [en] atuou como conselheiro de política externa. Randy Scheunemann, membro do conselho do Projeto para o Novo Século Americano, foi contratado em janeiro de 2007 como assessor de política externa de McCain. Ele era o principal conselheiro para questões de segurança e internacionais. Douglas Holtz-Eakin foi um conselheiro sênior de políticas, Nicolas Muzin foi conselheiro médico e Nicolle Wallace foi conselheira sênior de mensagens.

## Desenvolvimentos da campanha em 2007

### Fases iniciais

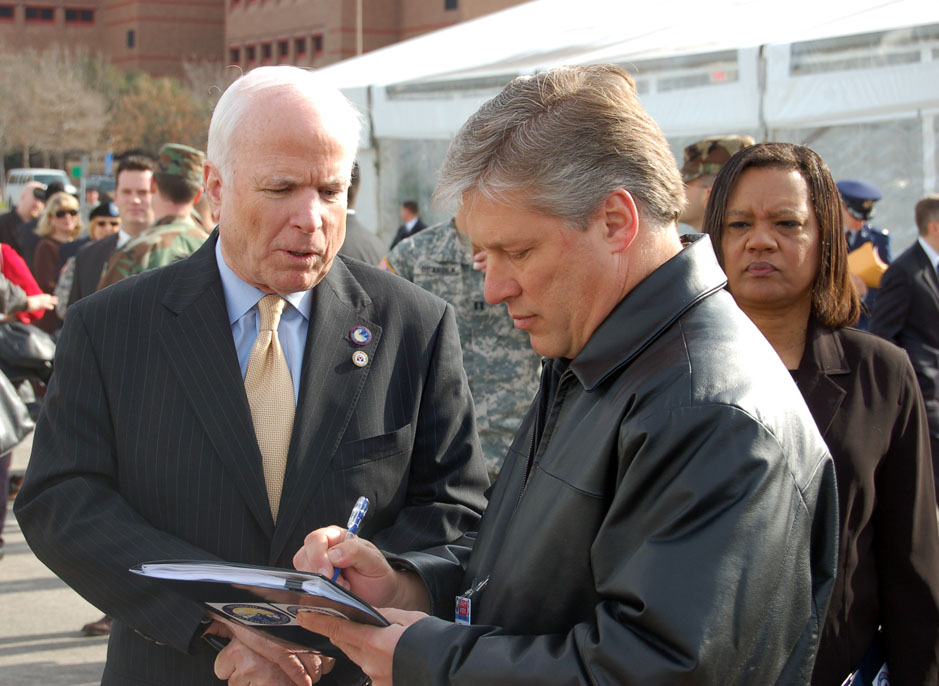
Senador John McCain entrevistado em Fort Sam Houston, Texas, antes da cerimônia de inauguração do Centro para os Intrépidos, uma instalação de reabilitação física de US$ 50 milhões projetada para membros do serviço feridos nas Operações Liberdade no Iraque e Liberdade Duradoura. 29 de janeiro de 2007.

Algumas semanas antes de fazer seu anúncio no Letterman, McCain já começava a ficar atrás do ex-prefeito de Nova York Rudy Giuliani nas pesquisas, uma situação atribuída ao seu apoio firme ao aumento de tropas no Iraque em 2007 [en].
Em março de 2007, com considerável atenção da imprensa e na esperança de reacender seus esforços, McCain trouxe de volta o ônibus de campanha "Straight Talk Express", que ele havia usado com grande efeito positivo em sua campanha como outsider em 2000. Como muitos candidatos, McCain recorreu à internet para impulsionar sua campanha, atraindo audiências mais jovens ao criar páginas no Facebook e MySpace, além de uma conta no YouTube.

#### Declarações sobre segurança no Iraque
McCain apoiou o aumento de tropas no Iraque em 2007 proposto pelo presidente George W. Bush. Em 28 de março de 2007, McCain afirmou que "General Petraeus sai [em Bagdá] quase todos os dias em um Humvee desarmado". Em 29 de março, John Roberts, da CNN, relatou que "verifiquei com a equipe do General Petraeus durante a noite e eles disseram que ele nunca sai em nada menos que um Humvee blindado". No mesmo dia, McCain também disse que "há bairros em Bagdá onde você e eu poderíamos caminhar hoje... Os EUA estão começando a ter sucesso no Iraque". No mesmo dia, o general aposentado do Exército dos EUA Barry McCaffrey [en] publicou um relatório afirmando que "... nenhum oficial do governo iraquiano, soldado da coalizão, diplomata ou repórter poderia caminhar pelas ruas de Bagdá sem proteção armada pesada".
Em 1º de abril de 2007, McCain e outros parlamentares visitaram um mercado em Bagdá e afirmaram que "as coisas estão melhores e há sinais encorajadores". A visita foi acompanhada por enormes medidas de segurança, com McCain usando um colete à prova de balas e sendo cercado por mais de 100 soldados e escoltado por helicópteros de ataque. No dia seguinte à visita de McCain, 21 trabalhadores e crianças do mercado foram mortos em um atentado suicida.

### Votos perdidos no Senado
Em maio de 2007, foi relatado que McCain havia perdido 42 votos consecutivos (cinco semanas seguidas) no Senado enquanto conduzia sua campanha presidencial. De março a maio, McCain compareceu a apenas três votações no plenário do Senado, embora nenhum dos votos perdidos tenha alterado o destino de um projeto de lei. De acordo com estatísticas do The Washington Post, McCain perdeu mais votos do que qualquer senador, incluindo Tim Johnson, que perdeu muitas votações após sofrer uma hemorragia cerebral em dezembro de 2006. Até agosto de 2008, McCain havia perdido 63,8% dos votos no 110º Congresso durante sua campanha. Por causa de seu status de maioria, os democratas do Senado às vezes atrasavam votações para acomodar os horários dos candidatos presidenciais democratas.

### Projeto de lei de imigração
Já em 2005, McCain trabalhou em esforços bipartidários com o senador Ted Kennedy para criar um projeto de lei — a Lei de Imigração Ordenada e América Segura — que teria alterado a política de imigração dos EUA e proporcionado um caminho para a cidadania para imigrantes ilegais já no país. Mais tarde, McCain defendeu a Lei de Reforma Abrangente da Imigração de 2007.

### Pesquisa de palha de Iowa
Em junho de 2007, McCain recebeu críticas por abandonar a Pesquisa de Palha de Iowa de agosto. Alguns oficiais republicanos sentiram que a decisão poderia ser vista como "desprezando Iowa". Em resposta, um homem vestido de galinha, conhecido como o Galinha de Iowa, começou a se manifestar nas aparições de McCain em Iowa, carregando um cartaz que dizia "você fugiu da pesquisa de palha". Apesar disso, McCain afirmou que ainda planejava competir nos Caucuses de Iowa. Alguns observadores políticos opinaram que os resultados da Pesquisa de Palha são comprados pelas campanhas.
No entanto, pesquisas realizadas em junho mostraram que o apoio de McCain em Iowa caiu para um dígito, de meados dos 20% para 6%.

### Redimensionamento e reestruturação da campanha
Os resultados de arrecadação do segundo trimestre de 2007 e as finanças da campanha de McCain foram fracos. Tanto apoiadores de McCain quanto observadores políticos apontaram seu apoio à Lei de Reforma Abrangente da Imigração de 2007, muito impopular entre a base eleitoral republicana, como a principal causa de seus problemas de arrecadação.
Uma redução significativa na equipe da campanha ocorreu no início de julho, com 50 a 100 funcionários dispensados e outros aceitando cortes salariais ou trabalhando sem remuneração. Os assessores de McCain disseram que a campanha estava considerando aceitar fundos públicos de correspondência e se concentraria nos estados das primárias e caucus iniciais. McCain, no entanto, afirmou que não estava considerando abandonar a corrida.
O senador e opositor da Lei de Reforma da Imigração, Tom Coburn, escreveu um artigo para a National Review elogiando McCain por mostrar grande coragem política ao manter seu apoio à lei, mesmo que isso prejudicasse suas esperanças presidenciais.
As mudanças na campanha atingiram o nível mais alto em 10 de julho de 2007, quando o gerente de campanha Terry Nelson e o estrategista-chefe John Weaver renunciaram. Outro assessor sênior e coautor dos livros de McCain, Mark Salter, também reduziu seu papel na campanha (ele voltaria a um papel pleno posteriormente). O copresidente da campanha de McCain na Flórida, o deputado estadual Bob Allen, foi preso em 11 de julho de 2007, acusado de solicitação sexual (prostituição). Além disso, em 16 de julho de 2007, nove membros da equipe de McCain, incluindo Brian Jones, diretor de comunicações, e dois deputados, Matt David e Danny Diaz, anunciaram suas renúncias.

### "Vivendo da terra"
Após a reestruturação, a nova campanha de McCain lançou um plano para continuar, intitulado "Vivendo da Terra: Um Plano para Viabilidade Financeira", que pedia cortes drásticos nas despesas e o aproveitamento de mídia gratuita, como debates e eventos patrocinados. McCain concentraria seus esforços nos estados de caucus e primárias iniciais, em vez de tentar uma campanha de alcance nacional, buscando "vencer debates e superar outros candidatos", recuperando assim o ímpeto e reconquistando a confiança de potenciais doadores.
A estratégia de McCain foi prejudicada por vários eventos dentro do Partido Republicano que dominaram o debate político nos meses seguintes: a entrada de Fred Thompson na corrida no início de setembro; o foco nos debates sobre confrontos entre Rudy Giuliani e Mitt Romney; e a discussão sobre o impacto da religião de Romney. A ascensão repentina de Mike Huckabee do segundo escalão para quase favorito dominou grande parte das notícias em novembro e dezembro de 2007. Apesar disso, McCain perseverou, viajando em seu ônibus "Straight Talk Express" por New Hampshire e, como no passado, concedendo aos repórteres e blogueiros um acesso muito mais direto do que outras campanhas.

### Dezembro de 2007: Retorno

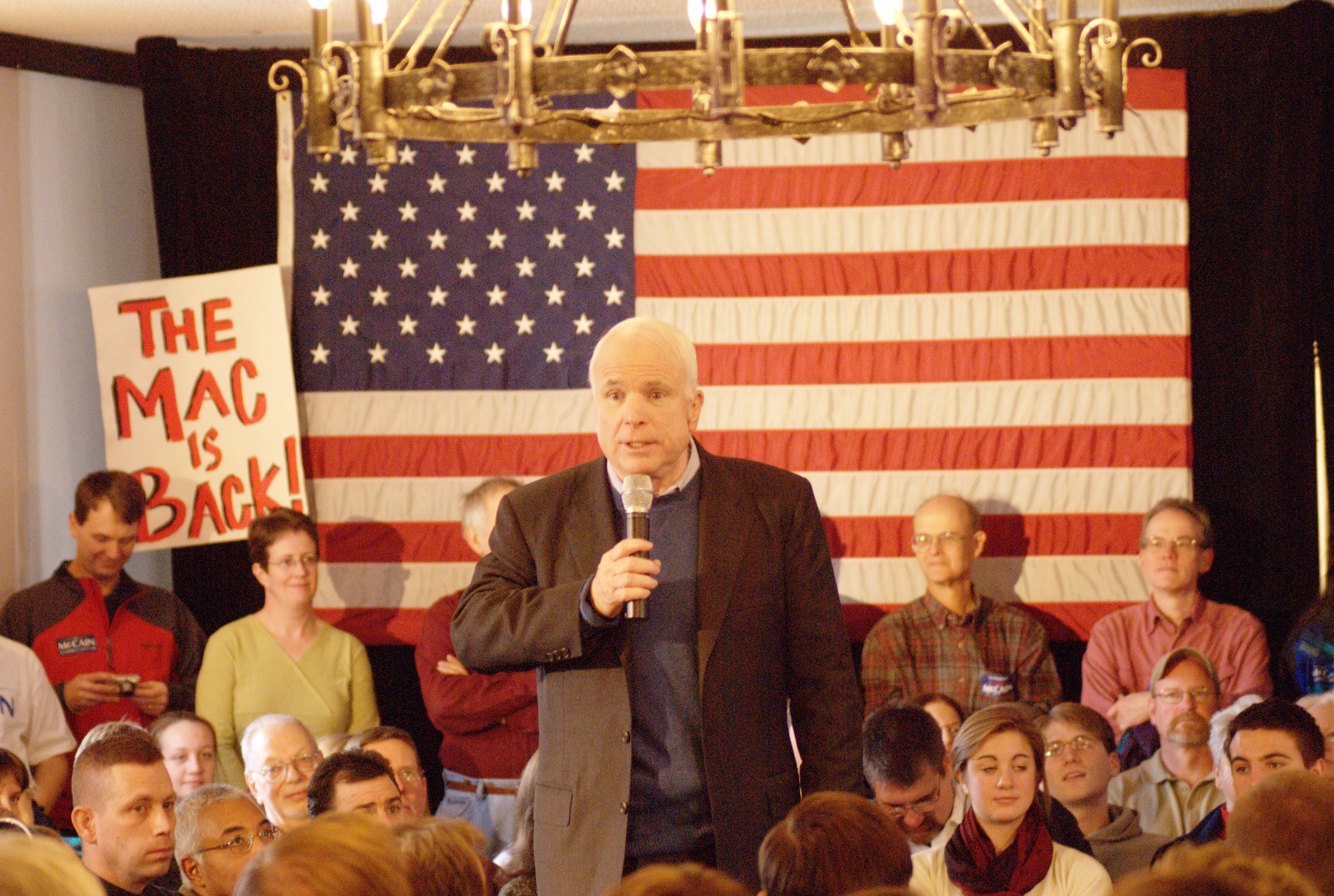
John McCain em campanha em Merrimack, New Hampshire, em 29 de dezembro de 2007. "Mac está de volta!" tornou-se um grito familiar em suas aparições quando sua campanha começou a melhorar.

Nos últimos meses antes do início dos caucus e primárias, McCain ainda não havia recuperado completamente seu status anterior de favorito. No entanto, a corrida republicana estava bastante indefinida, com nenhum dos candidatos de primeiro escalão dominando e todos apresentando vulnerabilidades significativas. A ascensão de Huckabee prejudicava Romney, já que eles trocavam ataques nos dias que antecederam os caucus de Iowa. Romney e Huckabee concentraram grande parte de seus esforços iniciais em Iowa, tornando o caucus particularmente crucial para cada um deles. A campanha de Giuliani sofria com conflitos sobre estratégia, revelações prejudiciais sobre sua vida pessoal e a acusação federal de seu aliado e amigo de longa data Bernard Kerik [en]. A campanha de Thompson não ganhou impulso após sua entrada tardia na corrida e foi descrita como "sem brilho". Durante novembro, McCain dedicou pouco esforço a Iowa, concentrando-se em New Hampshire, onde havia obtido uma grande vitória em sua campanha de 2000. Em meados de dezembro, McCain subiu para o segundo lugar em algumas pesquisas de New Hampshire e esperava se beneficiar dos eleitores independentes, que podem votar nas primárias republicanas de New Hampshire.
A candidatura de McCain em New Hampshire foi reforçada por um endosso em 2 de dezembro do influente New Hampshire Union Leader. Isso foi seguido por um endosso do The Boston Globe, que circula em New Hampshire, em 15 de dezembro. Ele também foi endossado pelo menor Portsmouth Herald em 16 de dezembro, e pelo Boston Herald em 20 de dezembro. O endosso do Boston Herald levou McCain a afirmar em um anúncio que "o jornal da cidade natal de Romney diz que a escolha é clara: John McCain". Isso coincidiu com um endosso incomum, a nível de candidato nacional e apartidário, de McCain pelo indicado democrata à vice-presidência em 2000, Joe Lieberman, em 16 de dezembro; a campanha de McCain esperava que isso o ajudasse a atrair eleitores independentes em New Hampshire. McCain também conquistou o endosso do influente Des Moines Register em Iowa, o que surpreendeu até mesmo McCain, pois ele não havia investido muitos recursos no estado e por causa de sua oposição aos subsídios federais para o etanol — uma questão importante para os agricultores de Iowa.
Poucos dias antes do Natal, houve vários relatos da imprensa sobre uma "onda de McCain", com números de pesquisas melhorando tanto nos estados iniciais — incluindo Iowa — quanto em nível nacional. O ressurgimento em New Hampshire foi ainda mais confirmado quando Romney mudou o foco de suas críticas de Giuliani para McCain. Até o endosso do Concord Monitor em 29 de dezembro, mais de vinte jornais de New Hampshire, grandes e pequenos, haviam dado seu apoio a McCain. Alguns analistas políticos alertaram que, mesmo que a campanha de McCain tivesse algumas surpresas iniciais ou vitórias, ainda faltava o dinheiro e a organização de base necessários para explorar um avanço. O colunista conservador Robert Novak, no entanto, previu em 27 de dezembro que, se McCain vencesse New Hampshire, ele seria o favorito para "varrer as primárias subsequentes, apesar de finanças e organização limitadas". Novak também afirmou que McCain era visto por insiders republicanos como a "melhor aposta" para vencer a nomeação e o candidato com mais chances de derrotar um democrata na eleição geral de novembro.
Quando a proximidade dos primeiros concursos com as festas de fim de ano levou muitos candidatos a lançar vídeos de Natal — permitindo que continuassem apresentando suas mensagens, mas em cenários mais festivos —, McCain escolheu um que contava sua história de Bom Samaritano sobre um guarda de campo de prisioneiros no Vietnã do Norte que afrouxou suas cordas de tortura por uma noite e, mais tarde, desenhou uma cruz na terra para ele no Natal.
O assassinato da ex-primeira-ministra paquistanesa Benazir Bhutto em 27 de dezembro provocou respostas de todos os principais candidatos. McCain, membro de longa data do Comitê de Serviços Armados do Senado, destacou sua experiência em política externa, bem como sua interação pessoal com o presidente paquistanês Pervez Musharraf. Ele também contrastou com seus principais rivais republicanos, que não tinham experiência em assuntos de política externa. Muitos observadores viram McCain como o candidato mais provável a se beneficiar de um foco elevado em eventos internacionais.

## Caucuses e primárias de 2008

### Iowa
O primeiro voto da temporada eleitoral de 2008 ocorreu nos caucuses de Iowa em 3 de janeiro de 2008. McCain terminou em quarto lugar, com 13,1% dos votos. Mike Huckabee foi o vencedor, com 34%. Como McCain, ao contrário de Mitt Romney e Huckabee, não havia focado em Iowa desde o início, seus assessores afirmaram estar satisfeitos com sua colocação. Muitos observadores políticos consideraram a vitória fácil de Huckabee um golpe para Romney, principal rival de McCain em New Hampshire. Romney gastou cerca de cinco vezes mais que Huckabee em publicidade em Iowa.

### New Hampshire
As primárias de New Hampshire ocorreram apenas cinco dias após Iowa. Os números crescentes de McCain nas pesquisas de New Hampshire indicavam que ele poderia se beneficiar do fraco desempenho de Romney em Iowa. McCain participou de um debate em 5 de janeiro ao lado de Romney, Rudy Giuliani, Huckabee, Fred Thompson e Ron Paul. O debate destacou particularmente as diferenças entre McCain e Romney, com os dois trocando farpas sobre a questão da imigração. Pesquisas nos dias anteriores à votação mostraram McCain liderando Romney em uma disputa acirrada, e todos os candidatos fizeram campanha no estado nos dias após o caucus de Iowa. McCain realizou mais de 100 reuniões no estilo "town hall" no estado, muitas vezes repetindo visitas que havia feito durante sua bem-sucedida primária de 2000. Um "momento crucial" para a campanha ocorreu um mês antes da primária, quando o New Hampshire Union Leader endossou McCain. Apesar do ressurgimento de McCain, sua campanha ainda enfrentava dificuldades financeiras: a equipe de alto escalão trabalhava sem salários, os comerciais eram preparados a baixo custo, e os panfletos de eventos eram apenas um quarto do que ele conseguiu enviar em sua campanha de 2000.
Um desempenho forte nos debates da ABC e Facebook no Saint Anselm College, combinado com meses de trabalho árduo de sua equipe dedicada, resultou na vitória de McCain na Primária de New Hampshire, obtendo cerca de 37% dos votos contra 32% de Mitt Romney. Em meio a gritos de "Mac está de volta!", McCain fez seus comentários de vitória. "Quando os analistas nos declararam acabados, eu disse a eles: 'Vou para New Hampshire, onde os eleitores não deixam você tomar decisões por eles... Vou para New Hampshire e vou dizer a verdade às pessoas.'"

### Michigan
Com vencedores diferentes em Iowa e New Hampshire — e Mitt Romney vencendo o menos destacado caucus de Wyoming —, a primária de Michigan em 15 de janeiro tornou-se uma batalha importante, apesar de o número de delegados do estado ter sido reduzido pela metade por realizar a primária cedo demais. Pesquisas após New Hampshire mostraram uma disputa acirrada entre McCain e Romney, com Huckabee em terceiro lugar próximo. Muitos viam Michigan como a última chance de Romney para uma vitória que salvasse sua campanha após decepções nas duas primeiras corridas. Outros disseram que uma vitória em Michigan poderia consolidar o status de McCain como "favorito" para a nomeação. A campanha de McCain arrecadou cerca de US$ 1 milhão em novas contribuições imediatamente após a vitória em New Hampshire, mas ainda tinha uma dívida bancária de US$ 3,5 milhões. Ele não estava sozinho na dificuldade financeira; todo o campo republicano sofria com falta de entusiasmo e doações menores em comparação com os candidatos democratas.
No entanto, algumas pesquisas mostraram McCain obtendo um impulso nacional significativo após sua vitória em New Hampshire; a pesquisa nacional da CNN de 11 de janeiro mostrou-o na liderança com 34% de apoio, um aumento de 21 pontos em relação ao mês anterior. À medida que a corrida em Michigan se aproximava de seus dias finais, McCain ganhou notoriedade ao enviar panfletos em Michigan e na Carolina do Sul atacando o histórico tributário de Romney e promovendo o seu próprio. Um porta-voz da campanha de Romney chamou o anúncio de "tão desleixado quanto factualmente incorreto", e o FactCheck.org classificou a peça como "enganosa". McCain respondeu dizendo: "Não é campanha negativa. Acho que é o que o histórico dele é." "É um negócio difícil", acrescentou.
A questão dominante em Michigan foi o estado da economia. Michigan tinha a maior taxa de desemprego do país, com 7,4%, e continuava a perder empregos de sua base manufatureira histórica. McCain usou um pouco de sua estratégia de "discurso direto", dizendo que "há alguns empregos que não voltarão para Michigan" e propondo planos federais de treinamento profissional e outras soluções para compensar. Romney aproveitou a declaração de McCain como excessivamente pessimista e promoveu sua herança familiar — "tenho a indústria automobilística nas minhas veias" — além de se apresentar como um outsider de Washington que iria "virar Washington de cabeça para baixo".
No final, McCain terminou em segundo lugar na primária, atrás de Romney, obtendo 30% dos votos contra 39% de Romney.

### Carolina do Sul e Nevada
A campanha então se voltou para a primária da Carolina do Sul em 19 de janeiro, o estado que efetivamente encerrou a campanha de McCain em 2000. Diferentemente de 2000, McCain tinha o apoio de grande parte do establishment republicano do estado, tanto em termos de endossos quanto de apoio da equipe de campanha. No entanto, um pouco do passado de 2000 ressurgiu quando um grupo de tamanho desconhecido chamado "Veteranos do Vietnã Contra John McCain" criou um site e começou a enviar panfletos grosseiros a membros da mídia, alegando que McCain passou informações militares aos norte-vietnamitas durante seu tempo como prisioneiro de guerra. McCain criou uma "equipe da verdade" para combater tais ataques e enfatizou que era apoiado por 75 ex-prisioneiros de guerra. Orson Swindle, que foi prisioneiro de guerra com McCain, chamou o panfleto de uma fraude "viciosa". "Nada poderia estar mais longe da verdade", disse Swindle. "Eu sei porque estive lá. A verdade é que os norte-vietnamitas ofereceram a McCain uma libertação antecipada, e ele recusou." Após isso, houve poucos truques sujos durante o resto da campanha.
McCain venceu a primária da Carolina do Sul em 19 de janeiro, obtendo 33% dos votos contra 30% do segundo colocado, Mike Huckabee, conquistando grupos com os quais geralmente se saía bem, como veteranos e idosos, e tendo um desempenho suficiente com outros grupos, como evangélicos. Em seus comentários de vitória aos apoiadores naquela noite, ele disse: "Demorou um pouco, mas o que são oito anos entre amigos?", notando a reviravolta em relação à sua derrota em 2000. De fato, o The New York Times descreveu a vitória de McCain como "exorcizando os fantasmas da primária cheia de ataques aqui que descarrilou suas esperanças presidenciais há oito anos." Analistas atribuíram o terceiro lugar de Fred Thompson por atrair votos de Huckabee na Carolina do Sul, garantindo assim uma vitória apertada para McCain.
Houve uma enxurrada constante de declarações e previsões apocalípticas nos dias anteriores à votação da Carolina do Sul por ícones do movimento conservador: Rush Limbaugh disse que, se Huckabee ou McCain vencesse a nomeação, isso "destruiria o Partido Republicano... seria o fim dele", enquanto Tom DeLay [en] afirmou que "McCain fez mais para prejudicar o Partido Republicano do que qualquer oficial eleito que eu conheça." Outros apresentadores de rádio falado também submeteram McCain a críticas por ser insuficientemente conservador. O proeminente apresentador de rádio conservador Michael Medved disse após a vitória de McCain que o rádio falado foi o "grande perdedor" da primária, acrescentando que o meio "colapsou inegavelmente em termos de impacto, influência e credibilidade por causa de seu envolvimento histérico e unidimensional na luta pela nomeação republicana."
O caucus de Nevada, no mesmo dia, atraiu menos atenção dos candidatos republicanos, embora o estado tivesse 31 delegados em jogo, em comparação com os 24 da Carolina do Sul. McCain não competiu seriamente em Nevada, e terminou em terceiro lugar com 13% dos votos, atrás de Romney e Ron Paul.

### Flórida
A corrida então se voltou para a primária da Flórida em 29 de janeiro. Esta seria um teste para McCain entre os eleitores republicanos centrais, já que, ao contrário de New Hampshire e Carolina do Sul, independentes e democratas não poderiam votar na primária republicana. McCain, Giuliani e Romney estavam empatados nas pesquisas pré-eleitorais, e a disputa era vista como importante para cada campanha, sendo a última primária antes da Super Terça, quando 41% dos delegados totais estavam em jogo. Também foi a primeira vez que Rudy Giuliani competiria seriamente por delegados desde um esforço parcial em New Hampshire, e a primeira primária após a retirada da candidatura de Fred Thompson.
Um debate em 24 de janeiro na Universidade Atlântica da Flórida foi tranquilo, com nenhum dos candidatos se atacando e a economia sendo o tema predominante. No dia seguinte, no entanto, McCain e Romney começaram a se atacar, com McCain acusando Romney de ter defendido prazos para a retirada do Iraque, e Romney dizendo que isso era falso — uma avaliação compartilhada por organizações de notícias, que classificaram a acusação de McCain como enganosa — e exigindo um pedido de desculpas. Certas declarações perseguiram McCain. Tim Russert, da NBC News, durante um debate, destacou uma citação de McCain na qual ele disse: "Sei muito menos sobre economia do que sobre questões de política militar e externa. Ainda preciso ser educado."
Romney aproveitou essas declarações e afirmou que ele, não McCain, era a escolha certa para liderar o país em tempos de incerteza econômica. Na véspera da votação, McCain criticou Romney por mudar de posição, enquanto Romney lançou uma "lista dos dez principais" momentos em que McCain atacou outros republicanos. Ambos os candidatos usaram o insulto republicano definitivo, chamando um ao outro de liberal. No geral, McCain foi superado por Romney em anúncios de televisão na Flórida por uma margem de 3 para 1. O rádio falado conservador continuou a atacar McCain, com Laura Ingraham dizendo que estava "preocupada com a estabilidade mental da campanha de McCain" e Mark Levin continuando sua prática de chamá-lo de "John McLame".
À medida que a eleição se aproximava, Giuliani caiu para uma disputa pelo terceiro lugar com Huckabee, enquanto McCain e Romney tinham pesquisas mostrando-os na liderança. McCain obteve os endossos tardios do senador da Flórida e ex-Presidente do Comitê Nacional Republicano, Mel Martinez [en], e do muito popular Governador da Flórida, Charlie Crist; Crist havia supostamente prometido seu apoio a Giuliani, e a campanha de Giuliani foi descrita como "visivelmente chateada" com o endosso a McCain.
Em 29 de janeiro de 2008, McCain venceu a primária da Flórida e os 57 delegados do estado, obtendo 36% do total de votos. Romney ficou em segundo com 31% e Giuliani em terceiro com 15%.

### Super Terça
Após a Flórida, as campanhas voltaram sua atenção para os 21 estados que votariam em 5 de fevereiro, conhecidos como Super Terça. McCain era visto como o favorito para a nomeação republicana antes dessa data crucial das primárias. Ele liderava a contagem de delegados para a convenção nacional e, em 30 de janeiro, recebeu o endosso oficial de Rudy Giuliani, que havia abandonado sua candidatura. Os candidatos debateram em um evento na Biblioteca Presidencial Ronald Reagan em Simi Valley, Califórnia, em 30 de janeiro, com a ex-primeira-dama Nancy Reagan presente na primeira fila. O momento mais acalorado ocorreu quando Mitt Romney acusou McCain de táticas sujas em suas declarações enganosas na Flórida sobre Romney ter proposto um cronograma de retirada do Iraque.

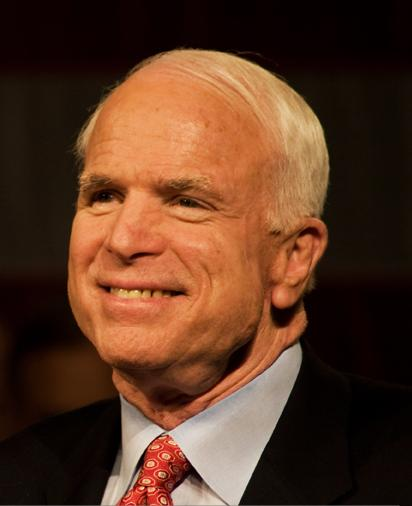
McCain reage às suas vitórias na Super Terça durante uma celebração naquela noite no Hotel Arizona Biltmore em Phoenix

Em 31 de janeiro, McCain recebeu o importante endosso do Governador da Califórnia Arnold Schwarzenegger e começou a fazer campanha com ele; Schwarzenegger havia anteriormente se abstido de endossar McCain ou Giuliani, pois considerava ambos amigos. No mesmo dia, o governador do Texas, Rick Perry, que antes apoiava Giuliani, também declarou seu apoio a McCain. Enquanto isso, Romney, ainda irritado com a acusação enganosa de McCain sobre o cronograma de retirada do Iraque, comparou McCain ao ex-presidente desonrado Richard Nixon, dizendo que a alegação de McCain era "reminiscente da era Nixon" e que "não acho que quero ver nosso partido voltar a esse tipo de campanha".
McCain venceu seu estado natal, o Arizona, conquistando todos os 53 delegados do estado, e também venceu o maior prêmio da Super Terça, obtendo quase todos os 173 delegados da Califórnia. McCain também conseguiu vitórias em Connecticut, Delaware, Illinois, Missouri, Nova Jersey, Nova York e Oklahoma.

### Romney encerra campanha
Tanto McCain quanto Romney discursaram na Conferência de Ação Política Conservadora (CPAC) em Washington, D.C., em 7 de fevereiro. Romney usou seu discurso para anunciar o fim de sua campanha, consolidando o status de McCain como o provável indicado republicano. McCain falou cerca de uma hora depois, novamente apelando à incerteza conservadora sobre sua ideologia. Ele destacou sua oposição ao aborto e ao controle de armas, bem como seu apoio a impostos mais baixos e soluções de saúde baseadas no livre mercado. Ele disse à audiência da CPAC que chegou a Washington como "um soldado raso na Revolução Reagan" e abordou a questão da imigração ilegal — uma das principais questões em que os conservadores criticaram McCain. Ele afirmou que "estaria entre minhas maiores prioridades proteger nossas fronteiras primeiro", antes de abordar outras leis de imigração.

### Mais disputas de fevereiro
Em 9 de fevereiro, houve votação nos Louisiana, nos Kansas e no estado de Washington. Huckabee venceu facilmente no Kansas, conquistando todos os 36 delegados do estado para a convenção nacional. Apenas 14.016 votos foram registrados, e a campanha de McCain expressou pouca preocupação com o caucus de baixa participação. No entanto, os conservadores sociais tinham uma forte presença no Partido Republicano do Kansas, e os resultados destacaram a insatisfação conservadora com o senador. A Louisiana foi muito mais disputada, mas Huckabee também venceu lá, superando McCain por menos de um ponto percentual. McCain foi declarado o vencedor dos caucus de Washington, onde estavam em jogo 18 delegados. A primária de 19 de fevereiro determinaria os outros 19 delegados do estado. Após os caucus, a campanha de Huckabee indicou que contestaria os resultados.
A próxima foi a Primária do Potomac em 12 de fevereiro, com votação na Virgínia, em Maryland e no Distrito de Colúmbia. McCain venceu as três disputas e conquistou todos os 113 delegados em jogo. No dia seguinte, a campanha de McCain divulgou um memorando afirmando que uma vitória de Huckabee era "matematicamente impossível". McCain começou a focar nos democratas, particularmente no principal candidato Barack Obama, em antecipação à eleição geral.
Em 14 de fevereiro, Mitt Romney endossou oficialmente McCain. Huckabee prometeu permanecer na corrida, dizendo: "Posso ser derrotado, mas não vou desistir." Alguns dias depois, McCain foi endossado pelo ex-presidente George H. W. Bush, em uma tentativa de fortalecer seu apoio entre os elementos da base do partido.
Em 19 de fevereiro, McCain continuou suas vitórias, derrotando Huckabee nas primárias de Wisconsin e do estado de Washington. McCain e Barack Obama tiveram uma troca acalorada sobre a Al-Qaeda no Iraque em 27 de fevereiro.

### Artigo do New York Times sobre lobista
Em 20 de fevereiro de 2008, o The New York Times publicou uma matéria sobre um suposto caso amoroso ocorrido oito anos antes entre McCain e a lobista Vicki Iseman, ambos negando as alegações. O relacionamento teria ocorrido durante a campanha presidencial de McCain em 2000. Em entrevistas separadas ao The New York Times, dois ex-associados de McCain, não identificados, disseram que "se convenceram" de que existia um relacionamento romântico e alertaram McCain de que ele estava arriscando sua campanha e carreira política. Ambos afirmaram que McCain reconheceu ter se comportado de forma inadequada e prometeu manter distância de Iseman. Os associados disseram que ficaram desiludidos com o senador, falaram independentemente um do outro e forneceram detalhes corroborados por outros.
Um porta-voz de McCain caracterizou a matéria como uma "campanha de difamação de ataque e fuga" e "política de sarjeta", afirmando: "É uma vergonha que o New York Times tenha reduzido seus padrões [...]" O empregador de Iseman, Lowell Paxson, contestou a afirmação de McCain de que nunca havia se reunido com Paxson sobre uma questão da Comissão Federal de Comunicações mencionada no artigo original do New York Times. A matéria recebeu amplas críticas de liberais e conservadores, apoiadores e não apoiadores de McCain, além de personalidades do rádio falado. O ex-assessor do presidente Bill Clinton e atual apoiador de Hillary Clinton, Lanny Davis [en], disse que a matéria "não tinha mérito". Declarando que não apoiava a candidatura de McCain à Casa Branca, Davis, que também fez lobby pela mesma causa que Iseman, afirmou que McCain apenas escreveu uma carta à FCC pedindo que "agissem logo" e recusou escrever uma carta apoiando a venda da estação de televisão mencionada no artigo.
Em dezembro de 2008, Iseman entrou com um processo de difamação de US$ 27 milhões contra o The New York Times, alegando que o jornal comunicou falsamente um relacionamento romântico ilícito entre ela e McCain.
Em fevereiro de 2009, o processo foi resolvido sem troca de dinheiro. Segundo a cobertura do The New York Times sobre o acordo: "Na quinta-feira, as duas partes divulgaram uma declaração conjunta dizendo: 'Para resolver o processo, a Sra. Iseman aceitou a explicação do Times, que será publicada em uma Nota aos Leitores no jornal em 20 de fevereiro, de que o artigo não afirmou, e o Times não pretendia concluir, que a Sra. Iseman teve um caso romântico com o senador McCain ou um relacionamento antiético em nome de seus clientes, violando a confiança pública.' (e) "uma declaração dos advogados da Sra. Iseman. Eles escreveram, em parte: 'Se este caso tivesse ido a julgamento, a determinação judicial de se ela tem direito às proteções concedidas a um cidadão privado teria sido objeto de uma batalha feroz e pivotal, com a Sra. Iseman insistindo em seu status como pessoa privada e o The New York Times afirmando que ela havia entrado na arena pública, tornando-se, portanto, alvo justo.'"

### Disputas de março – Conquistando a nomeação
John McCain conquistou oficialmente a nomeação presidencial republicana em 4 de março de 2008, vencendo as primárias em Ohio, Texas, Rhode Island e Vermont. Naquela noite, Mike Huckabee abandonou a corrida e endossou McCain.

### Contagem de delegados
| John McCain | 1.378 | 1.575    |                    |
| Mike Huckabee | 240   | 278      |                    |
| Mitt Romney | 148   | 271      |                    |
| Ron Paul | 14    | 35       |                    |
| \| Legenda de cores: \| \| 1º lugar \| Candidato desistiu \| |       |          |                    |
| Fontes: 1 «Primary Season Election Results» [Resultados da temporada de primárias]. The New York Times. 16 de setembro de 2008. Consultado em 23 de julho de 2025. Cópia arquivada em 16 de setembro de 2008 2 «Election Center 2008 - Republican Delegate Scorecard» [Centro Eleitoral 2008 - Placar de delegados republicanos]. CNN. 4 de junho de 2008. Consultado em 23 de julho de 2025 |       |          |                    |
| Legenda de cores: |       | 1º lugar | Candidato desistiu |

## Campanha para a eleição geral de 2008

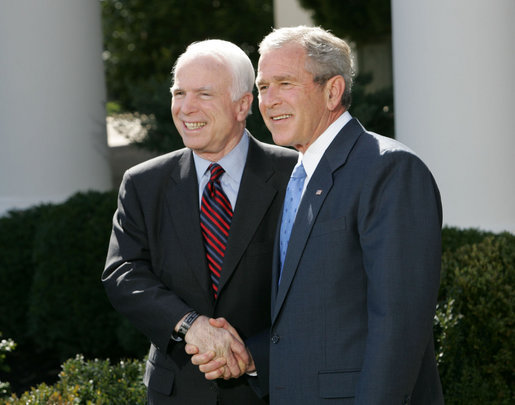
O presidente George W. Bush endossando o senador McCain na Casa Branca em 5 de março de 2008, após a vitória de McCain nas primárias de 4 de março.

### Questões principais
A campanha de McCain focou em diversas questões, incluindo segurança nacional, reforma educacional, independência energética e cortes de impostos para estimular a economia.

### Elegibilidade
O Artigo Dois da Constituição estabelece como um dos principais requisitos para ser elegível à presidência ser um cidadão nato dos Estados Unidos. Embora McCain não tenha nascido em um estado dos Estados Unidos, seu status como cidadão nato (e, consequentemente, sua elegibilidade para ser eleito presidente) pode ter sido assegurado ao nascer, seja por jus sanguinis, já que seus pais eram cidadãos americanos, seja por jus soli, uma vez que a Zona do Canal do Panamá era, na época de seu nascimento (1936), uma possessão dos Estados Unidos (1903–1979), ou ambos. McCain nasceu na Estação Aérea Naval de Coco Solo, no Panamá, o que gerou questionamentos na internet sobre sua qualificação como cidadão nato.
Uma análise jurídica bipartidária conduzida por Laurence Tribe e Theodore Olson, assim como uma resolução unânime, mas não vinculante, do Senado, indicaram que McCain atendia ao requisito. No entanto, o professor de direito constitucional da Universidade do Arizona, Gabriel J. Chin, argumentou que a opinião de Tribe-Olson não é sólida sob a lei atual e que McCain só recebeu cidadania por uma lei aprovada onze meses após seu nascimento, o que o desqualificaria, segundo a Constituição, como cidadão nato e, portanto, para a presidência. Comentando o artigo de Chin, o especialista em direito e cidadania da Universidade Temple, Peter Spiro, disse: "Nenhum tribunal chegará perto disso, e todos os outros estão de acordo, então há um consenso constitucional, independentemente dos méritos de argumentos como este." A professora de direito da Universidade Católica da América, Sarah Duggan, concordou que nenhum desafio jurídico prevaleceria, mas afirmou que apenas uma emenda constitucional poderia resolver completamente a questão.
Durante a fase da eleição geral, um processo movido por um membro do Partido Independente Americano questionando a elegibilidade de McCain foi arquivado por um juiz federal em São Francisco em setembro de 2008, devido à falta de evidências e à ausência de legitimidade processual; o juiz distrital dos EUA William Alsup [en] também emitiu uma ordem afirmando que era "altamente provável" que McCain fosse um cidadão nato.
A campanha de McCain também investigou processos alegando que Barack Obama não era cidadão nato, mas não encontrou evidências ou chances de sucesso para tais alegações.

### Endosso de Bush
Em 5 de março de 2008, o presidente Bush recebeu McCain na Casa Branca e endossou oficialmente o homem que seria o porta-estandarte do partido em novembro. O endosso foi visto como uma ajuda para McCain reunir os conservadores e trouxe a promessa de uma ajuda muito necessária para arrecadação de fundos para a eleição geral. Os democratas pintaram um quadro diferente, esperando capitalizar as baixas taxas de aprovação de Bush. O Comitê Nacional Democrata afirmou que McCain ofereceria um "terceiro mandato de George W. Bush".

### Consolidação
McCain voltou sua atenção para a eleição geral de novembro, enquanto as primárias democratas continuavam sendo uma batalha entre Hillary Clinton e Barack Obama. McCain enfrentou o desafio de permanecer nas notícias, enquanto os democratas atraíam manchetes com sua prolongada batalha pela nomeação, que não mostrava sinais de terminar antes da Convenção Nacional Democrata [en] no final de agosto. No entanto, ter garantido a nomeação cedo também deu a McCain tempo para construir uma organização nacional e colocar em ação sua estratégia para a eleição geral nos seis meses que antecederam a Convenção Nacional Republicana. McCain planejou arrecadar fundos e visitar vários locais nos EUA antes de embarcar em uma turnê pela Europa e Oriente Médio como parte de uma delegação congressional. McCain não indicou imediatamente quando escolheria seu vice-presidente. Mesmo antes de suas vitórias nas primárias de 4 de março, McCain indicou que faria campanha "em todos os lugares" na eleição geral — incluindo estados tradicionalmente democratas como Califórnia, Nova Jersey e Connecticut. Uma pesquisa do Wall Street Journal/NBC News divulgada em 12 de março mostrou McCain virtualmente empatado com Obama e Clinton em cenários hipotéticos para novembro. Para compensar sua desvantagem na arrecadação de fundos em relação aos candidatos democratas, a campanha fundiu seus recursos com o Comitê Nacional Republicano e nomeou a ex-CEO da Hewlett-Packard, Carly Fiorina, como chefe do comitê "Vitória 2008", responsável por arrecadação de fundos e esforços de mobilização eleitoral. A campanha também anunciou que usaria uma estrutura organizacional não convencional, optando por ter vários diretores regionais de campanha em vez de uma equipe centralizada.
McCain começou sua viagem ao exterior em 16 de março, chegando a Bagdá para se reunir com oficiais militares dos EUA e líderes políticos iraquianos. Embora a campanha não estivesse envolvida na viagem, que era um assunto oficial do Senado, ela serviu como uma oportunidade para McCain destacar suas credenciais em assuntos internacionais, vistas como o principal ponto forte de sua candidatura. Após o Iraque, o grupo planejou viajar para Israel, Londres e Paris.
Pesquisas divulgadas no final de março mostraram McCain à frente de Clinton e Obama em cenários hipotéticos para a eleição geral. Ambas as lideranças estavam acima da margem de erro nas pesquisas da Zogby International e Rasmussen Reports [en].

### Endosso de Nancy Reagan
Um impulso para a campanha de McCain veio em 25 de março, quando a ex-primeira-dama Nancy Reagan endossou o senador em sua casa em Bel Air, Los Angeles, Califórnia. Reagan divulgou uma declaração, dizendo: "John McCain tem sido um bom amigo por mais de trinta anos. Meu marido e eu o conhecemos primeiro como um prisioneiro de guerra retornando do Vietnã, e ficamos impressionados com a coragem que ele demonstrou durante seu terrível sofrimento. Acredito que o histórico e a experiência de John o prepararam bem para ser nosso próximo presidente." Ao lado de Reagan, McCain disse: "Este é o tipo de expressão de confiança mais importante na minha capacidade de liderar o partido que eu poderia ter." A amizade de McCain com Nancy Reagan sobreviveu a um período de frieza após seu divórcio de sua primeira esposa, Carol, de quem os Reagans eram muito próximos.

### Reiteração e elaboração de posições
Em 26 de março, McCain fez seu primeiro grande discurso sobre política externa desde que garantiu a nomeação. Embora McCain tenha alertado que a segurança nacional não poderia ser alcançada por medidas "passivas", ele adotou um tom conciliador em relação à política externa em geral. Falando ao Conselho de Assuntos Mundiais em Los Angeles, ele enfatizou a necessidade de maior cooperação com aliados, pediu o desarmamento nuclear e disse que "detesta" a guerra. Ele afirmou que o poder dos Estados Unidos "não significa que podemos fazer o que quisermos, quando quisermos."
Em 31 de março, McCain iniciou uma "turnê biográfica", visitando vários lugares que foram cruciais para sua vida inicial e carreira militar.
No início de abril, McCain disse que havia compilado uma lista de cerca de 20 possíveis companheiros de chapa e que esperava escolher um vice-presidente bem antes da Convenção Republicana em setembro.

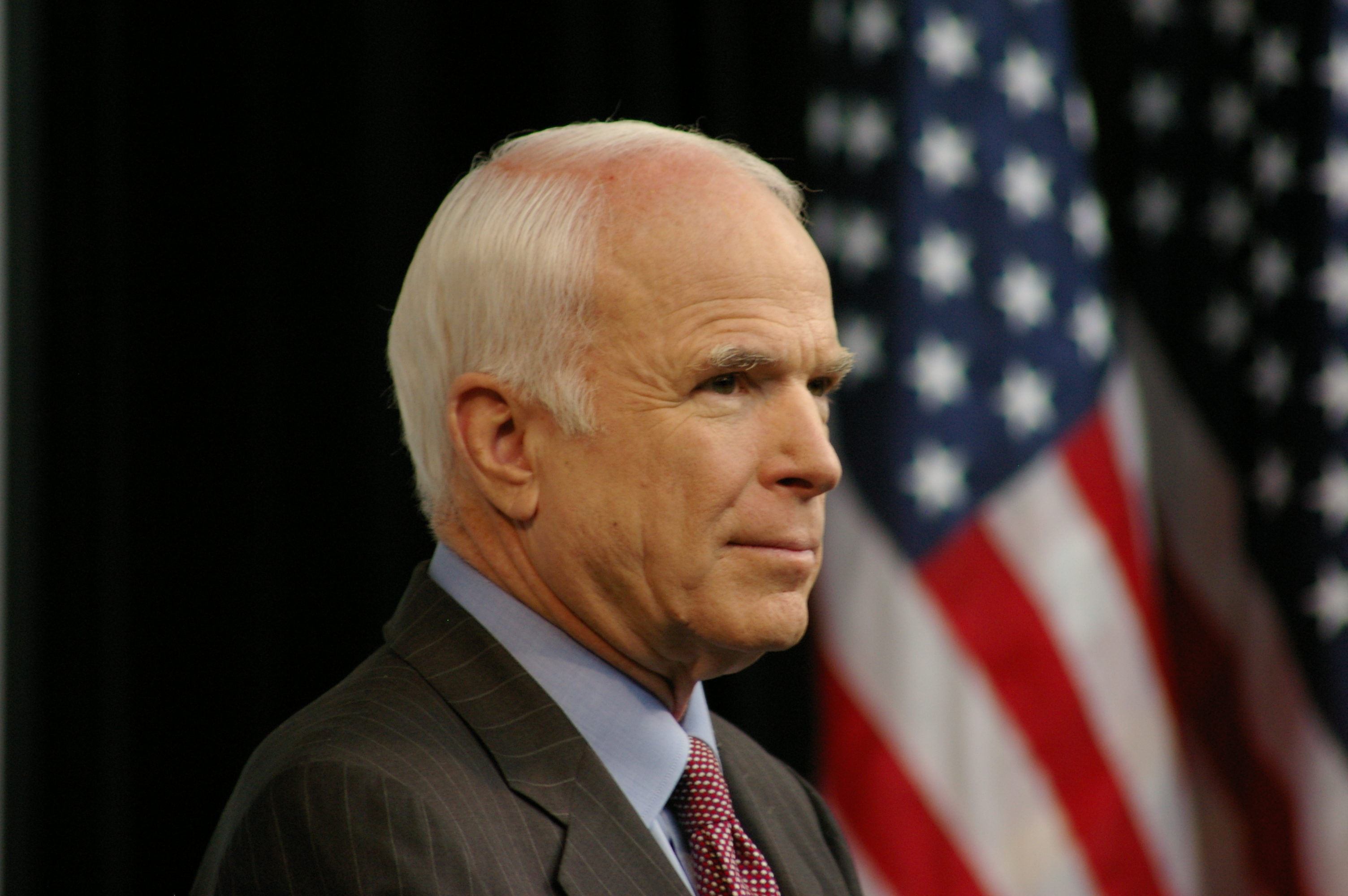
McCain aguardando para fazer propostas de política nuclear em discurso em 27 de maio de 2008, em Denver, Colorado.

 A política externa e a Guerra do Iraque voltaram ao centro das atenções da campanha em 8 de abril de 2008. McCain questionou o general David Petraeus, o principal comandante dos EUA no Iraque, durante seu depoimento perante o Comitê de Serviços Armados do Senado. McCain disse ao comitê que uma promessa de retirada seria "imprudente" e uma "falha de liderança moral e política". Embora McCain apoiasse Petraeus, ele questionou o general sobre recentes surtos de violência e algumas falhas do exército iraquiano.
Apesar da oposição anterior dos conservadores, em abril de 2008, havia sinais de que a base do Partido Republicano estava se unindo à candidatura de McCain. Uma pesquisa da CBS News/New York Times mostrou que McCain era visto favoravelmente por 78% dos conservadores, e desfavoravelmente por apenas 18%. Esse era o mesmo percentual que tinha uma opinião desfavorável de George W. Bush na mesma época em 2000.
Em 5 de maio de 2008, a campanha de McCain anunciou o lançamento de um site em espanhol chamado Bienvenidos McCain ou "McCain dá as Boas-Vindas". Ele apresentava as posições e apelos dos candidatos em espanhol.
Durante um discurso em 15 de maio em Columbus, Ohio, McCain delineou sua visão para janeiro de 2013, que seria o fim de seu primeiro mandato, caso vencesse a presidência. Ele previu que a Guerra do Iraque estaria ganha até lá, e que a maioria das tropas americanas teria deixado o país. Ele prometeu uma abordagem bipartidária para governar uma economia robusta, além da implementação de uma taxa de imposto fixa.

### Saídas de membros da equipe devido a novas regras sobre lobistas

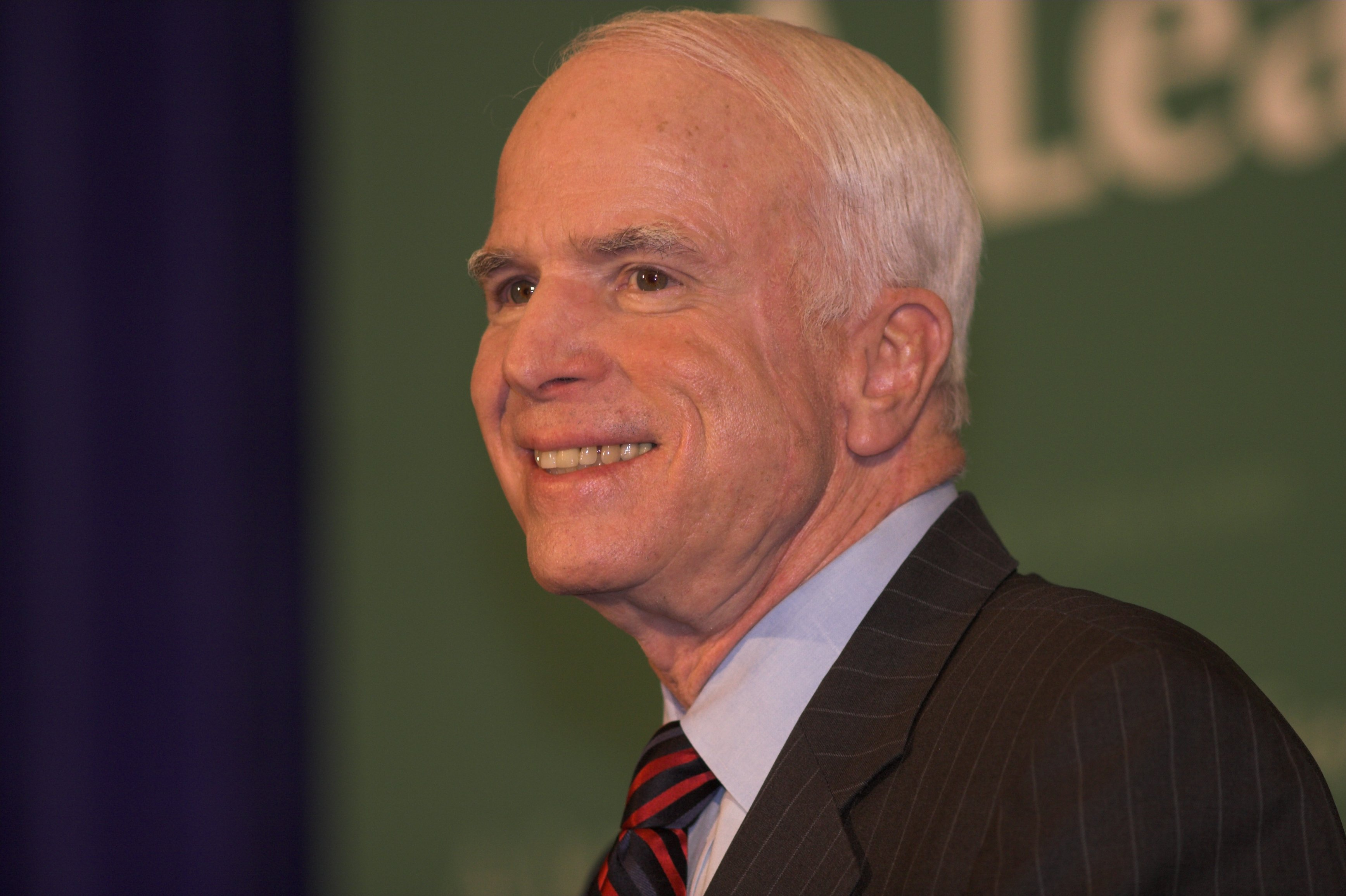
McCain em um comício de campanha em Kenner, Louisiana, em junho de 2008

Durante grande parte de 2008, McCain enfrentou críticas por ter um número significativo de lobistas como membros principais de sua equipe de campanha; essas associações tornavam sua reputação como reformador de Washington, que lutava contra lobistas e interesses especiais, vulnerável a ataques de oponentes políticos. Em maio de 2008, a campanha emitiu novas regras sobre possíveis conflitos de interesse relacionados a lobistas, exigindo que os trabalhadores da campanha cortassem laços com grupos de lobby ou grupos políticos externos que fizessem propaganda política, ou deixassem a campanha. As regras também previam que "qualquer pessoa que servisse em uma administração McCain deveria se comprometer a não fazer lobby durante sua presidência."
Após a emissão das novas regras, dois membros da equipe de campanha, o gerente regional de campanha Doug Davenport e o chefe da Convenção Nacional Republicana Doug Goodyear, ambos representantes do governo militar de Myanmar, deixaram a campanha. Eric Burgeson, que fazia lobby junto ao governo dos EUA em questões de energia, também saiu. O consultor político republicano Craig Shirley deixou a campanha devido a laços com o grupo anti-Hillary Clinton Stop Her Now. O co-presidente nacional de finanças Tom Loeffler deixou a campanha devido ao trabalho de seu grupo de lobby para a Arábia Saudita e outros países estrangeiros. Outros membros importantes da campanha, como o gerente de campanha Rick Davis (que elaborou as novas regras), o estrategista Charles Black e o conselheiro de política externa Randy Scheunemann, já haviam encerrado tais atividades e permaneceram na campanha. McCain foi criticado pela Campaign Money Watch e pelo MoveOn.org por manter Black, mas a Public Citizen defendeu McCain, dizendo que "independentemente de quantos lobistas estejam trabalhando em sua campanha ou arrecadando dinheiro para ele, John McCain lutou por 14 longos e difíceis anos por reformas que limitam seriamente o poder dos lobistas." Alguns lobistas e acadêmicos disseram que, apesar dos abusos amplamente divulgados, os lobistas eram uma parte importante do processo governamental, e que as críticas e reações durante a campanha eram exageradas. Enquanto isso, republicanos externos temiam que as regras sobre lobistas estivessem prejudicando a campanha de McCain, que estava atrasada em progresso organizacional e de arrecadação de fundos.
Em 19 de maio de 2008, a campanha de McCain contava com pelo menos 134 lobistas envolvidos, seja diretamente ou como arrecadadores de fundos.

### Barack Obama, o candidato democrata presumido
Barack Obama tornou-se o candidato democrata presumido em 3 de junho. McCain imediatamente propôs uma série de dez reuniões conjuntas no formato town hall com Obama, nas quais os dois poderiam interagir diretamente, começando na semana seguinte. Obama inicialmente concordou em princípio com a ideia, mas posteriormente rejeitou a proposta de McCain, oferecendo, em vez disso, um evento no formato town hall no Dia da Independência e quatro aparições conjuntas no estilo tradicional de debate. McCain, por sua vez, rejeitou essa proposta, afirmando que os americanos prestariam menos atenção ao evento town hall devido ao feriado. Ele foi citado dizendo: "Quero que o povo americano tenha a exposição a várias reuniões town hall, não apenas uma." Após essa troca, a ex-primeira-dama Nancy Reagan, assim como Luci Baines Johnson e Lynda Bird Johnson Robb, filhas do ex-presidente Lyndon B. Johnson, convidaram McCain e Obama para aparições em eventos town hall nas bibliotecas presidenciais Reagan e Johnson [en]. McCain aceitou o convite, embora os candidatos nunca tenham chegado a um acordo sobre os formatos dos eventos.
Aproveitando a vitória de Obama sobre Hillary Clinton e a divisão dentro do Partido Democrata, McCain encorajou os apoiadores de Clinton a abandonarem seu partido e votarem nele em novembro. A campanha de McCain viu a divisão democrata como uma oportunidade para atrair os "Democratas de Reagan [en]" que apoiaram Clinton, e começou a enviar mulheres de alto perfil para estados onde Clinton venceu, em um esforço para conquistar seus votos.

### Saída de Gramm
O ex-senador Phil Gramm era co-presidente da campanha de McCain e seu principal conselheiro econômico. Ele deixou a campanha em 18 de julho de 2008, cerca de uma semana após fazer comentários ao The Washington Times sobre a crise financeira de 2008. Gramm havia dito: "Você já ouviu falar de depressão mental; isso é uma recessão mental", e "Nós meio que nos tornamos uma nação de chorões. Você só ouve esse choro constante." McCain rapidamente repudiou os comentários de Gramm, dizendo: "Phil Gramm não fala por mim, eu falo por mim. Discordo veementemente." Quando perguntado se Gramm ainda estava em consideração para o cargo de Secretário do Tesouro dos Estados Unidos, como especulado anteriormente, McCain disse: "Acho que o senador Gramm estaria em séria consideração para embaixador da Bielorrússia, embora eu não tenha certeza de que os cidadãos de Minsk receberiam isso bem." Gramm disse ao sair que havia se tornado uma distração para a campanha.

### Anúncio de TV comparando Obama a uma celebridade
Um anúncio da campanha de McCain, criado por Fred Davis, comparava Barack Obama a celebridades conhecidas, como Britney Spears e Paris Hilton, e questionava sua prontidão para liderar, enquanto criticava sua política energética. O anúncio recebeu críticas do The New York Times e da MSNBC por alegações de que continha tons racistas, reminiscentes dos ataques contra Harold Ford durante a eleição para o Senado no Tennessee em 2006. Os anúncios resultaram em uma redução da vantagem de Obama nas pesquisas. Após a eleição, o vice-gerente da campanha de Obama, Steve Hildebrand, disse: "Foi a primeira vez durante a eleição geral em que comecei a ficar preocupado... Pensei que, se conseguissem rotulá-lo como uma celebridade em vez de um líder sério, estaríamos em sérios problemas."

### Escolha do companheiro de chapa
- Indicado presidencial
- John McCain
- Arizona

- Indicada vice-presidencial
- Sarah Palin
- Alasca

McCain iniciou a busca por um companheiro de chapa para integrar a chapa republicana após garantir a indicação do partido. Ex-candidatos como Mitt Romney e Mike Huckabee foram mencionados como possibilidades, assim como outros líderes do Partido Republicano e do mundo empresarial. Durante o fim de semana do Dia da Memória, McCain convidou Romney, o Governador da Flórida, Charlie Crist, e o Governador da Louisiana, Bobby Jindal, para encontros informais em seu rancho em Sedona, Arizona, com o objetivo de avaliar a química pessoal para a possível escolha do companheiro de chapa.
McCain anunciou planos para revelar seu companheiro de chapa no dia seguinte ao encerramento da Convenção Nacional Democrata, poucos dias antes do início da Convenção Nacional Republicana. Durante as deliberações sobre o companheiro de chapa, McCain favorecia Joe Lieberman, que compartilhava seu senso romântico de retidão e honra. No entanto, a oposição dos conservadores sociais, que objetavam às visões pró-escolha de Lieberman, era muito forte, e a escolha de Lieberman poderia ter causado uma disputa no plenário da convenção. McCain queria alguém que agitasse a corrida e reforçasse sua imagem como um independente, então decidiu contra escolhas mais convencionais em sua lista curta, incluindo Romney e o governador Tim Pawlenty.
De acordo com o livro Game Change, no fim de semana antes de John McCain fazer sua escolha vice-presidencial, o conselheiro de McCain, Arthur Culvahouse, pediu ao advogado Ted Frank para preparar um relatório de avaliação por escrito sobre Sarah Palin:
| “ | Elaborado do zero em menos de quarenta horas, o documento destacava suas vulnerabilidades: "Os democratas, irritados com os anúncios 'celebridade' anti-Obama de McCain, ridicularizarão Palin como uma rainha da beleza inexperiente cuja principal exposição nacional foi uma matéria fotográfica na Vogue em fevereiro de 2008. Mesmo na campanha para governadora, ela cometeu vários erros, e o Anchorage Daily News expressou preocupação de que ela frequentemente parecia 'despreparada ou acima de sua capacidade' em uma campanha gerida por uma amiga. | ” |

Em 29 de agosto (aniversário de 72 anos de McCain), no Nutter Center da Universidade Wright State em Dayton, Ohio, o companheiro de chapa de McCain foi revelado em uma escolha surpresa como a Governadora do Alasca, Sarah Palin. McCain havia conversado com ela apenas algumas vezes, e a operação de avaliação da campanha dependeu principalmente de pesquisas na internet para verificar seu histórico. A carreira de Palin no Alasca mostrava tendências independentes semelhantes às de McCain, e McCain esperava que a juventude de Palin, seu histórico reformista, apelo aos conservadores sociais e aos eleitores descontentes de Hillary Clinton superassem sua falta de visibilidade e experiência nacional e internacional. Um dos assessores de McCain comentou em particular durante o anúncio, usando uma metáfora do futebol americano: "Acabamos de lançar longo."

### Convenção

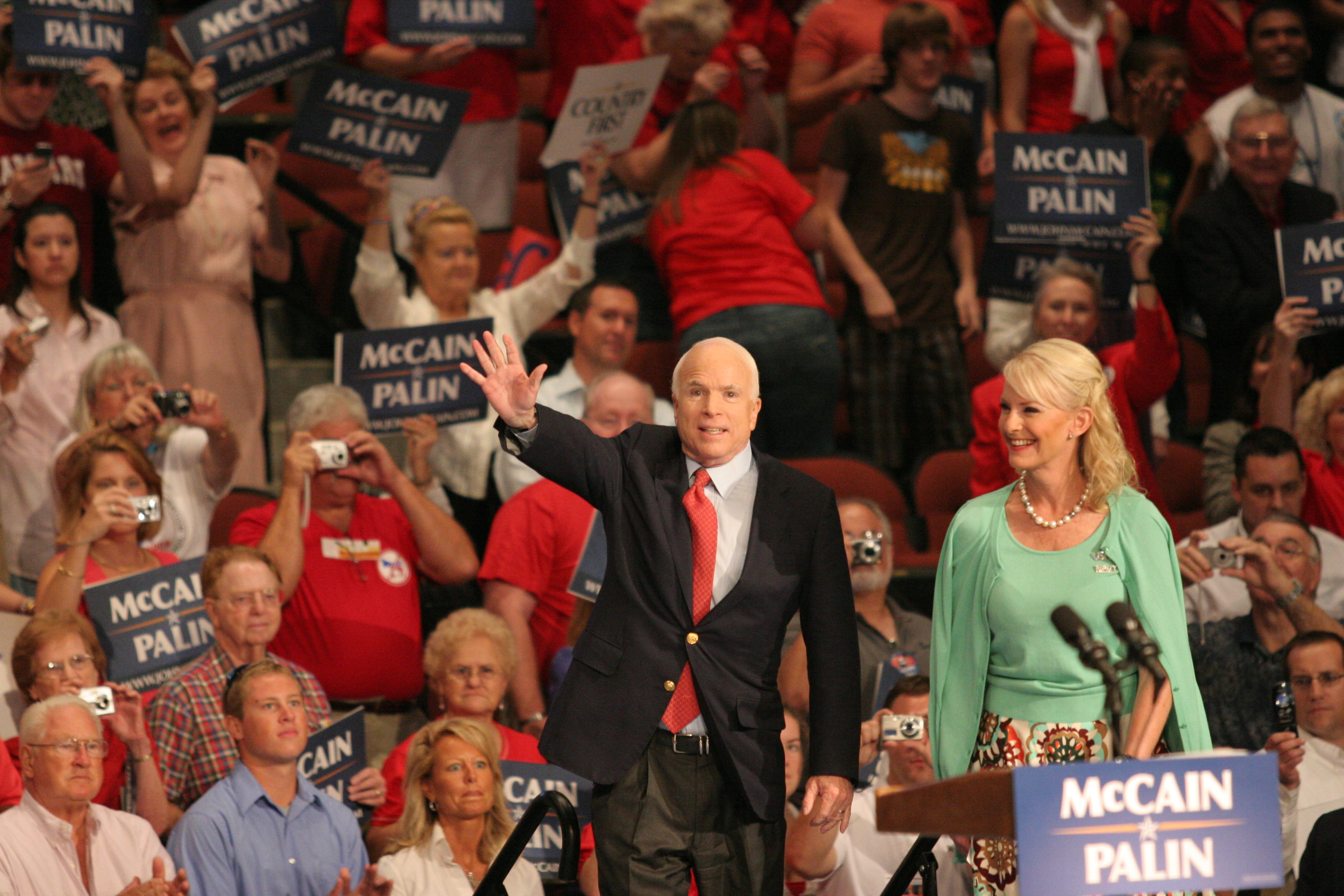
Os McCains em campanha em 15 de setembro de 2008, após a Convenção Nacional Republicana

Na Convenção Nacional Republicana de 2008, McCain foi formalmente indicado por chamada nominal na noite de 3 de setembro, após o discurso de aceitação da indicação vice-presidencial de Palin. McCain apareceu no palco da convenção pela primeira vez após o discurso dela, dizendo aos delegados entusiasmados: "Vocês não acham que fizemos a escolha certa para a próxima vice-presidente dos Estados Unidos?" McCain aceitou a indicação de seu partido na noite seguinte.
De acordo com a Nielsen Media Research, quase 39 milhões de americanos assistiram ao discurso de aceitação de McCain, enquanto 37 milhões assistiram ao de Palin na noite anterior. A audiência televisiva foi excepcionalmente alta para as convenções de ambos os partidos, indicando que a temporada eleitoral estava produzindo um drama envolvente.

### Candidatura vice-presidencial de Sarah Palin

#### Reação inicial
Após o anúncio de Palin como candidata vice-presidencial presumida, a campanha de McCain recebeu US$ 7 milhões em contribuições em um único dia. De acordo com uma pesquisa do Washington Post/ABC News publicada em 9 de setembro de 2008, McCain obteve grande apoio entre mulheres brancas após o anúncio; ele não apenas superou Obama entre eleitoras brancas, mas também alcançou uma vantagem de cinco pontos percentuais nas pesquisas Gallup. John Zogby constatou que os efeitos da escolha de Palin estavam ajudando a chapa de McCain, já que "ela tem altos índices de favorabilidade e unificou o Partido Republicano."

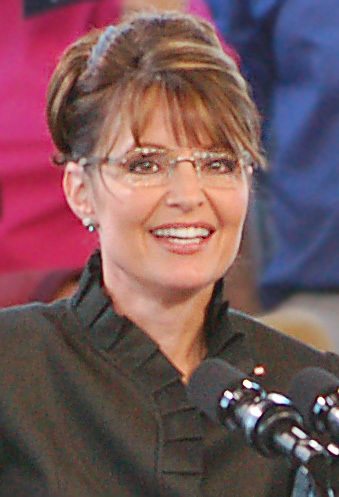
Sarah Palin em um comício de campanha em Carson City, Nevada, 13 de setembro de 2008

A escolha recebeu reações geralmente positivas de republicanos e conservadores. Victor Davis Hanson afirmou que "o momento e a escolha foram inspirados", e Mark Steyn disse estar "feliz" com a escolha. A governadora de Connecticut, M. Jodi Rell, disse sobre Palin: "Ela é forte. Ela é capaz. Ela é articulada", e sugeriu que os oponentes não deveriam subestimá-la. O senador independente-democrata Joe Lieberman afirmou que McCain fez uma "escolha ousada" ao selecionar uma "independente que fez exatamente a mesma coisa no nível estadual que ele fez no nível federal." No entanto, alguns republicanos não receberam a escolha favoravelmente. Charles Krauthammer [en], do The Washington Post, escreveu: "A escolha de Palin mina completamente o argumento sobre a inexperiência e prontidão de Obama para liderar... Minar gratuitamente a linha de ataque extremamente bem-sucedida 'Ele está pronto para liderar?' parece quase suicida." David Frum, da National Review, escreveu: "Quanto mais penso nisso, menos me agrada essa escolha... Se fosse sua decisão, e você colocasse seu país em primeiro lugar, você colocaria uma prefeita de cidade pequena e não testada [sic] a um passo da presidência?". Após uma entrevista na NBC, Peggy Noonan comentou: "Está acabado... a mais qualificada? Não."
Republicanos no estado natal de Palin, o Alasca, tiveram reações mistas à notícia. O procurador-geral do Alasca, Talis Colberg, nomeado por Palin, comentou: "É maravilhoso. Foi algo emocionante ver a governadora sair com sua família, e eu digo, nossa, eu trabalho para ela." A presidente do Senado do Alasca, Lyda Green, uma republicana que frequentemente entrava em conflito com Palin após ela se tornar governadora, disse: "Ela não está preparada para ser governadora. Como ela pode estar preparada para ser vice-presidente ou presidente?" Larry Persily, um funcionário de Palin, e Jim Whitaker, o prefeito republicano de Fairbanks, indicaram apoio a Palin como governadora, mas questionaram se ela estava pronta para servir como vice-presidente.
Kari Sleight, editora do Mat-Su Valley Frontiersman, que cobria grande parte da vida de Palin em Wasilla, endossou Palin para vice-presidente. "Embora alguns questionem a experiência de Palin, não podem questionar sua liderança. Uma pessoa é ou não um bom líder, e Palin demonstrou grandes habilidades de liderança em todas as posições que ocupou. Há um argumento de que a liderança, e as qualidades que definem um bom líder, são inerentemente mais importantes do que a experiência."
As posições e políticas de Palin tornaram-se foco de "intensa atenção da mídia" e "escrutínio" após sua escolha. As expectativas para seu discurso na Convenção Nacional Republicana receberam ampla cobertura da mídia. Alguns republicanos argumentaram que Palin foi submetida a uma cobertura midiática desproporcional, e uma pesquisa Rasmussen mostrou que pouco mais da metade dos americanos acreditava que a imprensa estava "tentando prejudicar" Palin com cobertura negativa, um sentimento mencionado por Palin em seu discurso de aceitação. Uma pesquisa realizada logo após o discurso constatou que Palin era então ligeiramente mais popular que Obama ou McCain, com uma taxa de favorabilidade de 58%. Palin também foi um atrativo entre os eleitores católicos; a pesquisa mostrou que 54% favoreciam Palin e 42% a consideravam desfavorável, uma diferença de 12%, enquanto Joe Biden era visto favoravelmente por 49% contra 47% desfavorável.
Palin também se tornou uma "presença ubíqua nas bancas de jornais", aparecendo nas capas de revistas como Newsweek e Time, entre outras. A aparição na capa da Time foi particularmente notável, já que Jay Carney, chefe do escritório de Washington da revista, criticou abertamente o que considerou uma falta de acesso da mídia a Palin, preocupações que foram descartadas pela campanha de McCain.

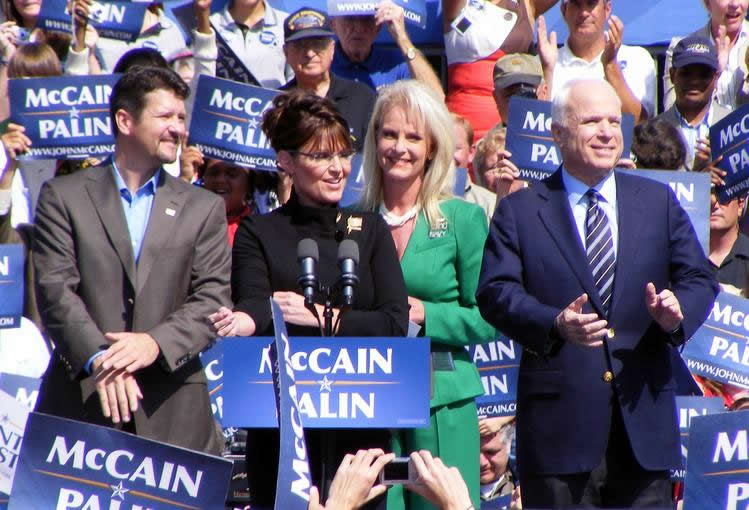
Os Palins e McCains em campanha em Fairfax, Virgínia, 10 de setembro de 2008, após a Convenção Nacional Republicana

O ex-prefeito de Nova York, Rudy Giuliani, disse que Palin era mais qualificada para ser presidente do que o candidato presidencial democrata Obama, citando a experiência executiva de Palin, dizendo sobre ela: "Ela vetou legislações, enfrentou a corrupção, em seu partido, e venceu. Enfrentou as empresas de petróleo e venceu. Administrou um orçamento com sucesso", e sobre Obama: "Ele nunca administrou uma cidade, nunca administrou um estado, nunca administrou um negócio, nunca gerenciou uma folha de pagamento, nunca liderou pessoas em crise." Ele também afirmou que, se Sarah Palin fosse presidente quando os EUA sofreram os ataques de 11 de setembro de 2001, ele estava confiante de que ela teria lidado com a crise.
De acordo com o Washington Times, a fé de Palin a tornou uma "favorita entre os elementos neoconservadores fortemente pró-Israel no Partido Republicano." Palin exibe uma bandeira israelense em seu escritório de governadora em Juneau. Palin recebeu um forte endosso da Coalizão Judaica Republicana, e foi descrita como um "afronto direto a todos os americanos judeus" pelo congressista democrata Robert Wexler, da Flórida, e como sendo "totalmente fora de sintonia com a opinião pública judaica" pelo Conselho Nacional Judaico Democrata.
Obama comentou sobre Palin em uma entrevista com o 60 Minutes:

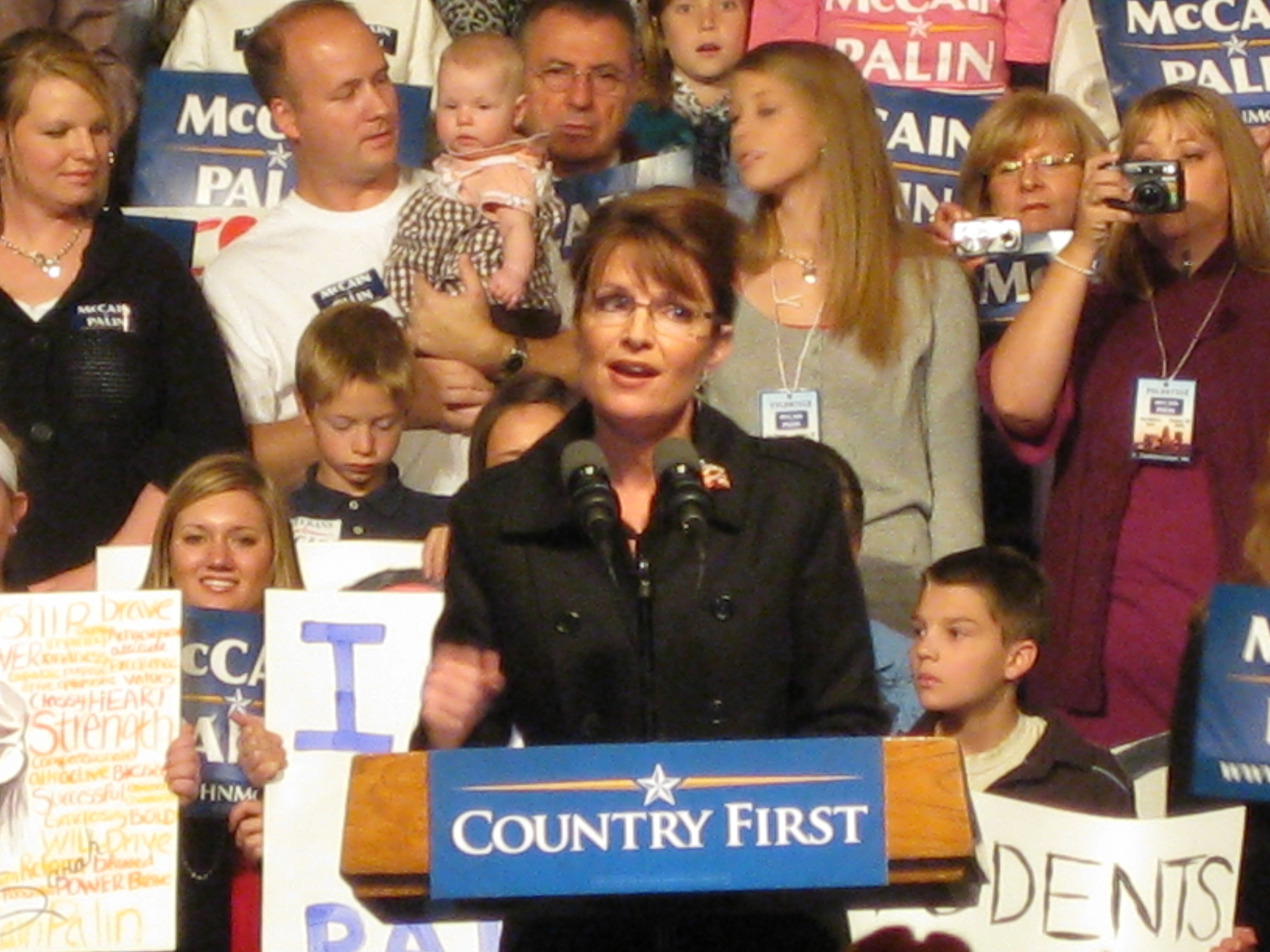
Sarah Palin em um comício de campanha em Des Moines, Iowa

| “ | Bem, eu não conheço a governadora Palin, ainda não a encontrei. Tive uma breve conversa com ela após sua seleção para parabenizá-la e desejar-lhe sorte — mas não muita sorte! — na campanha. Ela parece ter uma história de vida convincente. Obviamente, é uma boa mãe e uma servidora pública em ascensão. Então, é muito cedo para eu avaliar que tipo de companheira de chapa ela será. Meu senso é que ela adere à agenda de John McCain. E, no final das contas, esta [eleição] será sobre onde quero levar o país e onde Joe Biden quer levar o país, e onde John McCain e sua companheira de chapa querem levar o país. | ” |

### Desenvolvimentos da campanha vice-presidencial
Em setembro de 2008, a governadora Sarah Palin concedeu duas entrevistas à mídia, a primeira com Charles Gibson, da ABC, e a segunda com Sean Hannity, da Fox News. Gibson perguntou a Palin: "Você concorda com a Doutrina Bush?", ao que ela respondeu: "Em que aspecto, Charlie?" Após pedir a definição de Palin, Gibson definiu o conceito como o direito dos Estados Unidos à "autodefesa antecipatória". Gibson também questionou Palin sobre uma oração que ela ofereceu em relação aos soldados no Iraque. As reações dos comentaristas variaram. Aqueles geralmente críticos à candidatura de Palin elogiaram as perguntas incisivas de Gibson e consideraram que aspectos das respostas de Palin mostravam que ela não estava pronta para servir como vice-presidente, enquanto aqueles geralmente favoráveis à sua candidatura tiveram uma visão mais positiva de seu desempenho.
Durante a campanha, alguns apontaram supostas diferenças entre as posições de Palin como candidata a governadora e sua posição como candidata a vice-presidente. Enquanto fazia campanha para vice-presidente, Palin destacou sua posição sobre a "ponte para lugar nenhum" como um exemplo de sua oposição a gastos com verba direcionada. Em seu discurso de aceitação da indicação e na campanha, Palin frequentemente disse: "Eu disse ao Congresso 'obrigada, mas não, obrigada' pela Ponte para Lugar Nenhum." Embora Palin tenha sido inicialmente uma grande defensora da Ponte da Ilha Gravina, os anúncios de televisão da campanha McCain-Palin afirmavam que Palin "parou a Ponte para Lugar Nenhum". Essas declarações foram amplamente questionadas ou descritas como enganosas ou exageradas por muitos grupos de mídia nos EUA. A Newsweek observou: "Agora ela fala como se sempre tivesse se oposto ao financiamento."
Após McCain anunciar Palin como sua companheira de chapa, Newsweek e Time colocaram Palin em suas capas de revistas, enquanto alguns meios de comunicação alegaram que a campanha de McCain estava restringindo o acesso da imprensa a Palin, permitindo apenas três entrevistas individuais e nenhuma coletiva de imprensa com ela. Além do suposto motivo de proteger a candidata vice-presidencial de perguntas da mídia, a campanha de McCain queria que Palin estivesse constantemente ao lado de McCain porque ela atraía multidões. Entre as razões pelas quais as organizações de notícias criticaram as restrições estava o fato de que a primeira grande entrevista de Palin, com Charles Gibson, da ABC News, recebeu críticas mistas. Sua entrevista cinco dias depois com Sean Hannity, da Fox News, abordou muitas das mesmas perguntas da entrevista de Gibson. No entanto, o desempenho de Palin em sua terceira entrevista, com Katie Couric, da CBS News, foi amplamente criticado. As respostas de Palin a várias perguntas de Couric foram consideradas embaraçosas, especialmente por não conseguir citar nenhum jornal que lia. As consequências da entrevista levaram a uma queda em seus números nas pesquisas, preocupação entre os republicanos de que ela estava se tornando um passivo político, e pedidos de alguns comentaristas conservadores para que Palin renunciasse à chapa presidencial. Outros conservadores permaneceram firmes em seu apoio a Palin, acusando os colunistas de elitismo. Após essa entrevista, alguns republicanos, incluindo Mitt Romney e Bill Kristol, questionaram a estratégia da campanha de McCain de proteger Palin de encontros não roteirizados com a imprensa.
Palin teria se preparado intensamente para o debate vice-presidencial de 2 de outubro com o indicado vice-presidencial democrata, Joe Biden, na Universidade de Washington em St. Louis. Alguns republicanos sugeriram que o desempenho de Palin nas entrevistas poderia melhorar as percepções públicas sobre sua atuação no debate, ao reduzir as expectativas. Pesquisas da CNN, Fox e CBS indicaram que, embora Palin tenha superado as expectativas da maioria dos eleitores, eles consideraram que Biden venceu o debate.

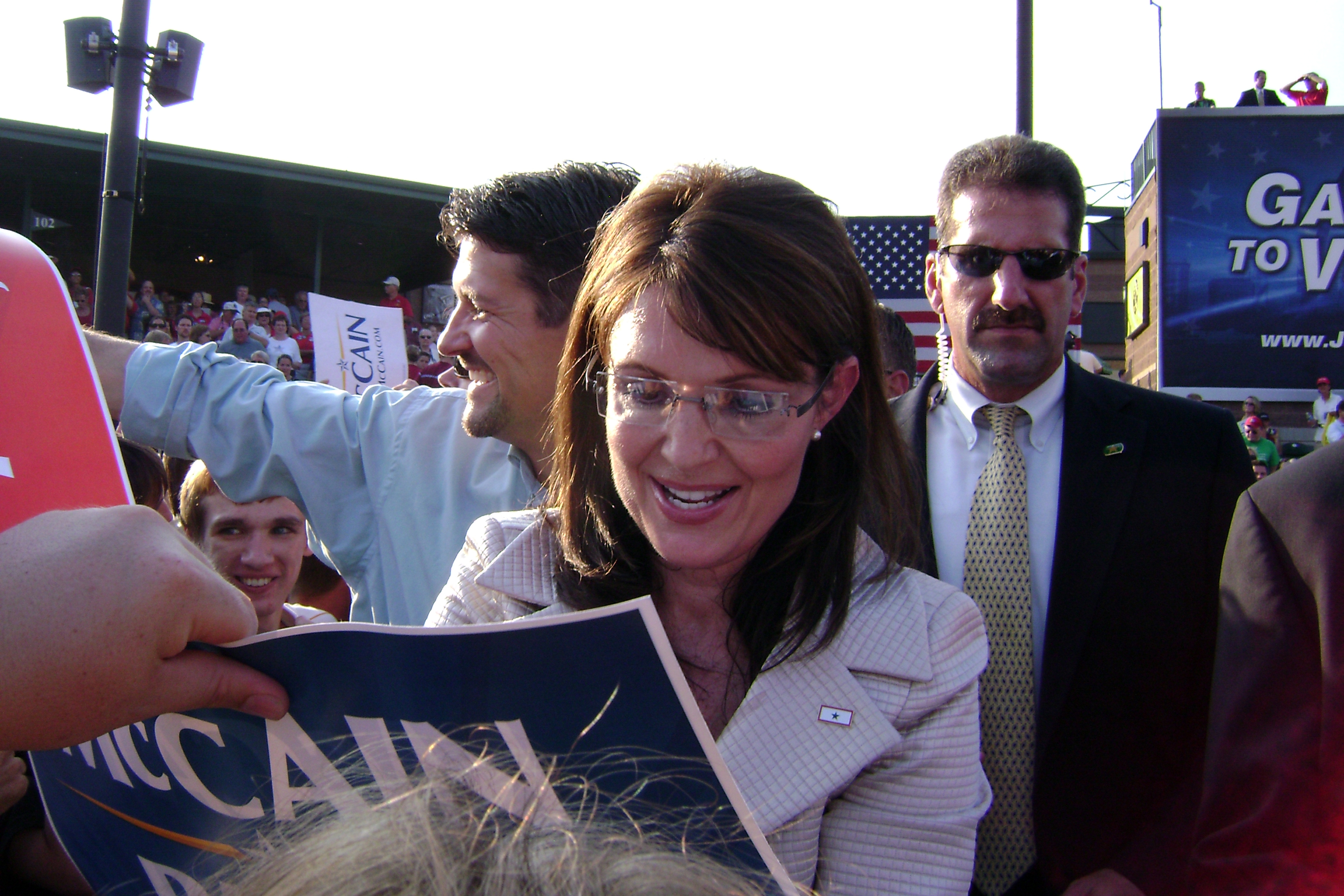
Palin assinando um autógrafo em um comício de campanha em O'Fallon, Missouri

Ao retornar à campanha após a preparação para o debate, Palin intensificou seus ataques ao candidato democrata à presidência, o senador Barack Obama. Em um evento de arrecadação de fundos, Palin explicou sua nova agressividade, dizendo: "Chega um momento em que você tem que tirar as luvas, e esse momento é agora." Em uma aparição de campanha em 4 de outubro, Palin acusou Obama de considerar a América "tão imperfeita que ele está se associando a terroristas que atacariam seu próprio país." A acusação referia-se aos  contatos de Obama com Bill Ayers, um fundador do grupo radical dos anos 1960 chamado Weathermen, e a um artigo do The New York Times descrevendo esses contatos. A campanha de Obama classificou a alegação como "difamação", citando comentários de jornais críticos ao ataque de Palin. Obama condenou as ações violentas dos Weathermen. A crítica a Obama com base em sua suposta relação com Ayers foi posteriormente continuada pelo próprio McCain.
No final de outubro, as reações dos eleitores a Palin tornaram-se cada vez mais negativas, especialmente entre independentes e outros eleitores preocupados com suas qualificações. O republicano e ex-Secretário de Estado dos Estados Unidos, general Colin Powell, endossou Obama em 19 de outubro e disse sobre Palin: "Agora que tivemos a chance de observá-la por cerca de sete semanas, não acredito que ela esteja pronta para ser presidente dos Estados Unidos, que é o papel do vice-presidente." Um assessor de McCain disse que Palin havia "virado independente", colocando seus próprios interesses políticos futuros à frente da chapa McCain/Palin, contradizendo diretamente as posições de seu companheiro de chapa e desobedecendo às ordens dos gerentes da campanha. Um ano após a eleição, Palin intitulou suas memórias Indo Independente: Uma Vida Americana após essa acusação.
Embora McCain tenha dito mais tarde em sua vida que lamentava não ter escolhido o senador independente Joe Lieberman como seu candidato a vice-presidente, ele consistentemente defendeu o desempenho de Palin em seus eventos.

#### Gastos da campanha do Comitê Nacional Republicano
O relatório de divulgação financeira mensal do Comitê Nacional Republicano para setembro de 2008 mostrou que US$ 150.000 foram gastos no guarda-roupa, cabelo e maquiagem de Palin, bem como em roupas e acessórios para sua família. Especialistas em financiamento de campanhas expressaram preocupação sobre a legalidade dos gastos e as implicações fiscais para Palin. Um porta-voz da campanha respondeu que as roupas seriam doadas a instituições de caridade após a eleição. Até janeiro de 2009, foi relatado que as roupas estavam armazenadas em sacos de lixo na sede da Convenção Nacional Republicana. Em março de 2009, um porta-voz de Palin afirmou que as roupas haviam sido doadas a instituições de caridade. Os gastos foram posteriormente revisados e aprovados pela Comissão Eleitoral Federal dos EUA por uma votação de 5 a 0.
Outra controvérsia surgiu quando foi revelado que sua campanha pagou à maquiadora Amy Strozzi a quantia de US$ 22.800, tornando-a a funcionária mais bem paga da campanha de McCain. Isso levou a pedidos de doadores republicanos para "devolver o dinheiro".

#### Legado
O jornalista do The New York Times, David Brooks, afirmou que, ao indicar Palin como sua companheira de chapa, McCain "pegou uma doença que corria pelo Partido Republicano – anti-intelectualismo, desrespeito pelos fatos – e a colocou bem no centro do partido". Laura McGann, do Vox, disse que McCain deu mais legitimidade política à "política de reality TV" e ao Movimento Tea Party, além de solidificar "o conforto do Partido Republicano com um candidato que diria absurdos ... desencadeando um estilo político e um sistema de valores que animaram o Movimento Tea Party e prepararam o terreno para a presidência de Trump".

### Aumento e recuo nas pesquisas após a convenção
Após a Convenção Nacional Republicana no início de setembro, McCain viu seus números nas pesquisas aumentarem nacionalmente, atribuído em parte ao movimento entre eleitores anteriormente indecisos.
De meados de setembro a meados de outubro, no entanto, as tendências favoreciam Obama. Por exemplo, o mapa eleitoral da RealClearPolitics [en] passou de uma liderança de Obama de 228–163 votos eleitorais em 20 de agosto para uma liderança de McCain de 227–207 em 17 de setembro, e depois voltou para uma liderança de Obama de 306–157 em 24 de outubro.

### Crise financeira de 2008

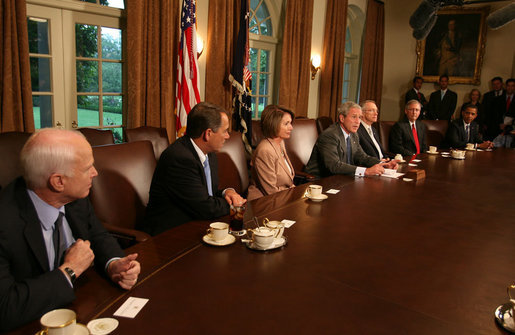
McCain (à esquerda) participa de uma reunião bipartidária com o presidente Bush e membros do Congresso, incluindo Barack Obama (à direita), sobre a Lei de Estabilização Econômica de Emergência de 2008, 25 de setembro de 2008

Em setembro de 2008, a crise das hipotecas subprime se agravou, precipitando a crise financeira de 2008; a aquisição federal de Fannie Mae e Freddie Mac [en] foi rapidamente seguida pela falência do Lehman Brothers [en], venda do Merrill Lynch e resgate governamental do American International Group. Inicialmente, McCain enfatizou que "os fundamentos da nossa economia são fortes", mas, ao ser questionado sobre essa declaração, ele esclareceu que os fundamentos se referiam à força de trabalho americana. Ele então reformulou sua mensagem, enfatizando que a economia do país estava em "uma crise total", condenando a "ganância" e propondo a criação de uma comissão nacional para estudar a situação, semelhante à Comissão do 11 de Setembro. Mais tarde, ele comentou sobre o empréstimo de US$ 85 bilhões do Federal Reserve ao AIG, dizendo: "Eu não queria fazer isso... e não acho que alguém que eu conheça queria fazer isso." McCain afirmou que os reguladores governamentais estavam "dormindo no ponto" e disse que, se fosse presidente, demitiria o presidente da Comissão de Valores Mobiliários dos Estados Unidos, Christopher Cox.
Em 24 de setembro, McCain anunciou que "suspenderia" sua campanha e buscaria adiar um debate com Barack Obama, marcado para 26 de setembro, para que pudesse trabalhar com o Congresso na reformulação e aprovação do plano de resgate financeiro de Paulson. McCain pediu que Obama fizesse o mesmo, mas Obama recusou. A intervenção de McCain ajudou republicanos insatisfeitos da Câmara a impedir um plano de resgate que estava próximo de um acordo entre a Casa Branca, republicanos do Senado e democratas do Congresso. Em uma reunião bipartidária na Casa Branca em 25 de setembro (mostrada na imagem), McCain foi percebido como não construtivo e ineficaz pelo presidente Bush, que sentiu que McCain o forçou a realizar uma reunião sem propósito e depois não disse nada durante ela.
Dois dias depois, McCain anunciou que retomaria sua campanha e participaria do debate. Alguns comentaristas questionaram se a campanha havia sido realmente suspensa, já que os anúncios de McCain continuaram a ser exibidos, os porta-vozes de McCain continuaram a emitir declarações criticando Obama, os escritórios da campanha permaneceram abertos, e o próprio McCain continuou a fazer discursos e dar entrevistas.
O plano revisado, a Lei de Estabilização Econômica de Emergência de 2008, de US$ 700 bilhões, foi rejeitado em uma votação na Câmara em 29 de setembro, com forte oposição dos republicanos da Câmara. Em 1º de outubro, um projeto semelhante, HR1424, foi aprovado no Senado por 74–25 votos, com McCain votando a favor.

### Símbolos

#### Joe, o Encanador
"Joe, o Encanador", referindo-se a Samuel Joseph Wurzelbacher, foi usado como exemplo da classe média americana durante a temporada eleitoral presidencial dos EUA de 2008. Wurzelbacher foi gravado questionando o candidato democrata Barack Obama sobre sua política de impostos para pequenas empresas durante uma parada de campanha em Ohio. Ele ganhou destaque quando foi mencionado frequentemente como "Joe, o Encanador" nas trocas entre o candidato republicano McCain e Obama durante o terceiro debate presidencial em 15 de outubro de 2008. Após isso, "Joe, o Encanador" foi frequentemente usado pela campanha de McCain e pela mídia como uma metáfora para a classe média americana e para se referir ao próprio Wurzelbacher.

#### Tito, o Construtor
Tito Muñoz, também conhecido como Tito, o Construtor, recebeu considerável atenção da mídia por várias atividades de campanha. Muñoz defendeu publicamente Joe Wurzelbacher diante da mídia. Ele também fez campanha com Sarah Palin. Como resultado, Tito Muñoz recebeu significativa atenção da mídia. Muñoz, um imigrante colombiano, é atualmente dono de uma pequena empresa de construção e cidadão dos Estados Unidos. Ele ficou conhecido por usar um capacete de obra amarelo com um adesivo de McCain-Palin e uma jaqueta refletora laranja, além de aparecer na televisão usando óculos de sol quando participou de um comício de campanha para John McCain em Leesburg, Virgínia. No comício, ele apresentou Sarah Palin. Ele também teve um confronto com repórteres. Will Rabbe, do Independent Film Channel, publicou um vídeo sobre Muñoz e sua interação com repórteres. Cinco dias antes da eleição, Muñoz apareceu no programa Hannity & Colmes da Fox News.

### Debates e reta final
Após Obama recusar a sugestão de suspensão de McCain, McCain prosseguiu com o debate em 26 de setembro, conforme programado, em Oxford, Mississippi, mediado por Jim Lehrer. Em 1º de outubro, McCain votou a favor de um plano de resgate revisado de US$ 700 bilhões. Outro debate foi realizado em 7 de outubro; como no primeiro, pesquisas posteriores sugeriram que Obama venceu. Um debate presidencial final ocorreu em 15 de outubro. Durante e após o debate, McCain comparou as políticas propostas por Obama ao socialismo, fazendo referência específica ao termo "redistribucionista", e frequentemente invocou Joe, o Encanador como um símbolo dos sonhos das pequenas empresas americanas que seriam frustrados por uma presidência de Obama. McCain proibiu o uso da controvérsia sobre Jeremiah Wright [en] em anúncios contra Obama, mas a campanha frequentemente criticou Obama em relação à sua suposta relação com Bill Ayers.
Em 10 de outubro de 2008, uma apoiadora de McCain em um comício em Minnesota disse que não confiava em Barack Obama porque "ele é árabe". Os comícios de McCain haviam se tornado cada vez mais hostis, com vaias denegrindo Obama e com participantes exibindo um crescente sentimento anti-árabe, anti-muçulmano e anti-afro-americano. McCain respondeu à mulher: "Não, senhora. Ele é um homem de família decente, cidadão, com quem eu apenas tenho discordâncias sobre questões fundamentais." A resposta de McCain foi considerada um dos momentos mais nobres da campanha e ainda era vista anos depois como um marco de civilidade na política americana. No entanto, vários comentaristas criticaram McCain por não desafiar o racismo anti-árabe da apoiadora: em um post de blog, Campbell Brown elogiou McCain por "corrigir o equívoco", mas perguntou: "E daí se Obama fosse árabe ou muçulmano? E daí se John McCain fosse árabe ou muçulmano?... Sempre que isso é mencionado, a implicação é que há algo de errado em ser árabe-americano ou muçulmano". O acadêmico Juan Cole afirmou: "McCain deveria ter dito, 'não há nada de errado em ser árabe, mas Obama não é.' A maneira como ele colocou fortemente implicou que ele tinha uma baixa opinião dos árabes". O romancista afegão-americano Khaled Hosseini escreveu que "simplesmente chamar Obama de 'pessoa decente' não é suficiente", enquanto o jornalista jordaniano residente nos EUA Salameh Nematt disse: "Em vez de rejeitar a noção de que ser árabe é um termo pejorativo, o senador do Arizona, ao negar que Obama é árabe, conseguiu insultar milhões de árabes e árabes-americanos". O cientista político libanês-americano As'ad AbuKhalil sugeriu que McCain "claramente implicou que um árabe não pode ser um homem de família decente".
Na reta final, McCain foi superado por Obama em gastos por uma margem de quatro para um.

### Resultados
A eleição ocorreu em 4 de novembro, e Barack Obama foi projetado como vencedor por volta das 23:00, horário padrão do leste (EST). McCain fez seu discurso de concessão no Arizona Biltmore Hotel [en] em Phoenix, Arizona, por volta das 23:20, horário padrão do leste. No final, McCain obteve 173 votos do colégio eleitoral contra 365 de Obama, refletindo a falha de McCain em vencer os estados-chave de batalha como Flórida, Ohio e Pensilvânia, e as vitórias inesperadas do Partido Democrata em redutos tradicionalmente republicanos como Virgínia, Carolina do Norte e Indiana. McCain obteve 46% do voto popular nacional, em comparação com 53% de Obama.
O discurso de concessão de McCain naquela noite parabenizou Obama por sua vitória e disse: "Chegamos ao fim de uma longa jornada. O povo americano falou, e falou claramente." Ele disse:
| “ | Esta é uma eleição histórica, e eu reconheço o significado especial que ela tem para os afro-americanos e pelo orgulho especial que deve ser deles esta noite. Sempre acreditei que a América oferece oportunidades a todos que têm a diligência e a vontade de aproveitá-las. O senador Obama também acredita nisso. Mas ambos reconhecemos que, embora tenhamos percorrido um longo caminho desde as velhas injustiças que outrora mancharam a reputação de nossa nação e negaram a alguns americanos as bênçãos plenas da cidadania americana, a memória delas ainda tinha o poder de ferir. Há um século, o convite do presidente Theodore Roosevelt a Booker T. Washington para jantar na Casa Branca foi considerado um ultraje em muitos círculos. A América de hoje está a mundos de distância do cruel e assustador preconceito daquela época. Não há melhor evidência disso do que a eleição de um afro-americano para a presidência dos Estados Unidos. | ” |

McCain acrescentou: "Quaisquer que sejam nossas diferenças, somos todos americanos. E, por favor, acreditem em mim quando digo que nenhuma associação jamais significou mais para mim do que essa." Comentaristas elogiaram o discurso, usando termos como "gracioso e eloquente". McCain e sua equipe não permitiram que Palin fizesse seu discurso preparado, pois não havia uma tradição formal de companheiros de chapa fazendo discursos na noite da eleição, o que se tornou uma fonte duradoura de amargura para Palin.

### Consequências
Após os resultados da eleição, membros anônimos da equipe de McCain relataram críticas à conduta de Palin e sua equipe de campanha. Algumas dessas críticas foram posteriormente atribuídas erroneamente a funcionários de um think-tank inexistente como parte do hoax Martin Eisenstadt.
Um mês depois, McCain evitou atribuir grande peso ao impacto da crise financeira de 2008 em suas chances de vencer a presidência: "Isso soaria como se eu estivesse diminuindo a campanha do presidente eleito Obama. Não quero fazer isso... Ninguém gosta de um mau perdedor." McCain disse: "Passei um período sentindo pena de mim mesmo. É maravilhoso. É uma das experiências mais agradáveis que você pode ter. Mas o ponto é: Você tem que seguir em frente... Ainda sou senador do estado do Arizona. Ainda tenho o privilégio e a honra de servir este país, o que fiz toda a minha vida, e é uma grande honra fazê-lo."
Em análises pós-campanha, os principais assessores de McCain admitiram que a apresentação de Palin à mídia nacional não foi bem-sucedida. No entanto, eles defenderam a escolha de Palin, pois a outra opção "de mudança de jogo", Joe Lieberman, seria politicamente inaceitável para os republicanos conservadores na convenção e porque havia poucas alternativas viáveis disponíveis. Sobre a decisão de McCain de proibir o uso da controvérsia sobre Jeremiah Wright em anúncios contra Obama, os pesquisadores de opinião de McCain disseram que foi a decisão correta tanto pelos méritos quanto pela política. O próprio McCain também defendeu tanto a escolha de Palin quanto a decisão de não atacar com a controvérsia de Wright. Os assessores concordaram que a declaração de McCain de que "os fundamentos da nossa economia são fortes" no início da crise financeira foi um erro, e disseram que a suspensão subsequente da campanha foi uma tentativa de recuperação desse comentário, mas levou a acusações de que McCain era errático.
No geral, um vice-gerente de campanha disse: "Poderíamos passar [muito tempo] falando sobre a estratégia da campanha de McCain porque tivemos tantas delas." Quando o principal pesquisador de opinião da campanha foi questionado se poderiam ter vencido a eleição com um pouco mais de tempo, ele respondeu: "Não — perdemos. Estávamos felizes que acabou."
Um ano após a eleição, ainda havia disputas entre os campos de McCain e Palin sobre a conduta da campanha, culminando com a publicação em novembro de 2009 da autobiografia de Palin, Going Rogue: An American Life. Palin criticou fortemente o gerente de campanha de McCain, Steve Schmidt, e alegou que a campanha de McCain gerenciou mal suas aparições na mídia. Schmidt respondeu que o relato de Palin era "toda ficção", e o estrategista anterior de McCain, John Weaver, denunciou Palin por tentativas "mesquinhas e patéticas" de se vingar. O próprio McCain disse apenas que leu o livro, ainda era muito amigo de Palin e afirmou: "Olha, estou apenas seguindo em frente. Estou apenas seguindo em frente, e tenho muitas outras coisas com que me preocupar, exceto dizer que estou orgulhoso da minha campanha." McCain repetiu várias vezes para sua equipe: "Não olhem para trás com raiva."
Alguns meses antes de sua morte em agosto de 2018, McCain publicou sua autobiografia The Restless Wave: Good Times, Just Causes, Great Fights and Other Appreciations, na qual afirmou que lamentava ter escolhido Palin como sua companheira de chapa e desejou ter escolhido Joe Lieberman. Ao comentar sobre o conselho de sua equipe de campanha para não escolher Lieberman, McCain escreveu: "Era um conselho sólido que eu podia raciocinar por mim mesmo, mas meu instinto me dizia para ignorá-lo e eu gostaria de tê-lo feito."

## Opinião pública e projeções

### Pesquisas de opinião
Uma média de quinze pesquisas nacionais realizadas entre 29 de outubro e 3 de novembro mostrou uma vantagem média de 7,6% para o oponente de McCain, Barack Obama, antes do dia da eleição. A média das pesquisas esteve errada por 0,3%, com Obama obtendo apenas 7,3% a mais do voto popular do que McCain. A média das pesquisas projetou que McCain receberia 44,5% do voto popular. Ele superou isso em 1,1%, obtendo 45,6% do voto popular.
Os números das pesquisas variaram muito no dia anterior à eleição e durante a temporada eleitoral. Isso pode ser atribuído a diferentes métodos de pesquisa, demografias e tamanhos de amostra entre os pesquisadores, entre outros fatores. As pesquisas finais variaram de uma vantagem de 11% para Obama a apenas 2%. As pesquisas finais mais precisas foram do Fox News, Ipsos/McClatchy e CNN/Opinion Research, que previram uma vantagem de 7% para Obama. Rasmussen Reports e Pew Research previram uma vantagem de 6%.
Durante a temporada eleitoral, o maior apoio de McCain em uma média de pesquisas nacionais foi de 2,9% em 8 de setembro, quatro dias após o fim da Convenção Nacional Republicana de 2008. Entre as pesquisas individuais, antes da temporada de primárias, o maior apoio de McCain foi registrado em uma pesquisa da Fox News realizada entre 5 e 6 de dezembro, mostrando uma liderança de 19%. Após as primárias, o maior apoio de McCain foi registrado em uma pesquisa USA Today/Gallup realizada entre 5 e 7 de setembro, mostrando uma liderança de 10%.
O Gallup realizou pesquisas semanais com eleitores registrados para medir o apoio aos candidatos por ideologia política. A última pesquisa realizada antes do dia da eleição, entre 27 de outubro e 2 de novembro, mostrou que 32% dos independentes puros apoiavam McCain, liderando o apoio de 24% a Obama. O apoio de McCain entre independentes atingiu o pico de 38% na semana de 15 a 21 de setembro.

### Projeções do Colégio Eleitoral

Pesquisas de opinião estaduais para a eleição presidencial dos Estados Unidos de 2008 até 3 de novembro de 2008.

Na véspera da eleição geral, o mapa eleitoral do RealClearPolitics, uma média de pesquisas de opinião estaduais, projetou 132 votos eleitorais para McCain/Palin e uma maioria eleitoral de 278 votos para os oponentes Obama/Biden. 128 votos eleitorais foram considerados incertos. Com os votos incertos atribuídos aos líderes das pesquisas, McCain/Palin foram projetados para receber 200 votos eleitorais, atrás dos 338 votos de Obama/Biden.
McCain recebeu 173 votos eleitorais, ficando atrás dos 365 de Obama. Até 19 de novembro de 2008, todos os estados decidiram seus votos eleitorais. O último estado a decidir foi Missouri, onde McCain manteve uma liderança de menos de 0,1% do voto popular. Com a eleição já decidida, os resultados apertados em Missouri não foram contestados, e Missouri foi declarado para McCain.
McCain teve um desempenho inferior ao projetado em sua contagem de votos eleitorais. Estados incertos como Carolina do Norte, Indiana e o 2º distrito congressional de Nebraska foram para Obama. As médias das pesquisas de opinião antes da eleição projetavam esses votos para McCain.

### Favorabilidade
Uma média de quatro pesquisas nacionais medindo opiniões favoráveis/desfavoráveis realizadas entre 31 de outubro e 2 de novembro mostrou uma opinião favorável média de 52,3% e uma opinião desfavorável de 41,5% sobre McCain antes do dia da eleição. As opiniões favoráveis e desfavoráveis sobre McCain variaram durante a temporada eleitoral, mas sua opinião favorável permaneceu maior que a desfavorável durante toda a duração da temporada eleitoral, segundo as médias das pesquisas. As maiores avaliações de McCain foram 57,6% favoráveis e 35,2% desfavoráveis em 13 de julho.

### Opinião mundial
As opiniões sobre a eleição presidencial dos EUA de 2008 e os candidatos variaram ao redor do mundo. Aqueles que expressaram uma opinião favoreceram o oponente de McCain. De acordo com pesquisas do Gallup realizadas mundialmente de maio a outubro de 2008, 7% das pessoas nos 73 países pesquisados apoiaram McCain, em comparação com 24% que apoiaram Obama. A maioria (cerca de 70% dos pesquisados) não tinha opinião ou não ofereceu opinião alguma.

## Cobertura da mídia
Um estudo de 29 de outubro de 2007 pelo Project for Excellence in Journalism e pelo Joan Shorenstein Center on the Press, Politics and Public Policy constatou que, nos primeiros cinco meses de 2007, McCain recebeu a cobertura de mídia mais desfavorável entre os principais candidatos presidenciais de 2008, com 12% das histórias tendo um tom favorável a ele, 48% com um tom desfavorável e o restante neutro. Em termos de quantidade de cobertura, McCain foi o tema de 7% de todas as histórias, o segundo maior entre os republicanos e o quarto no geral. A cobertura negativa de McCain incluiu principalmente histórias pessimistas de "corrida de cavalos" que se concentravam no deslize de sua campanha nas pesquisas nacionais e nas dificuldades de arrecadação de fundos; também incluiu seu apoio ao então impopular aumento de tropas no Iraque. A campanha de McCain passou por um colapso quase total logo após o período deste estudo; a imprensa subsequentemente focou em uma narrativa de "McCain está morto" durante o verão, da qual demorou a se afastar.
Quando a temporada de primárias de 2008 começou, a cobertura da mídia sobre McCain mudou e ele passou a ser visto como uma história de "retorno". Além disso, McCain voltou à sua prática de longa data de conceder acesso quase ilimitado à mídia em seu ônibus; isso, bem como a noção de que ele se engaja em "fala direta" livre de cálculos políticos, deu a ele um sentimento pessoal positivo na imprensa. Refletindo esse sentimento, Joe Scarborough da MSNBC brincou sobre a mídia: "Acho que cada um deles se mudaria para Massachusetts e se casaria com John McCain se pudesse." Medições da Universidade de Navarra indicaram que, ao longo de janeiro de 2008, a atenção da mídia global a McCain aumentou de um distante terceiro lugar entre os candidatos republicanos para igualar Romney e Huckabee.
Em julho de 2008, a campanha de McCain mudou para uma atitude muito mais restritiva em relação à imprensa, praticamente encerrando o tempo para perguntas abertas. As coletivas de imprensa de McCain tornaram-se raras e, como um repórter afirmou: "Ele não se aventura mais na seção de imprensa de seu avião de campanha para falar com os repórteres."

## Uso de música

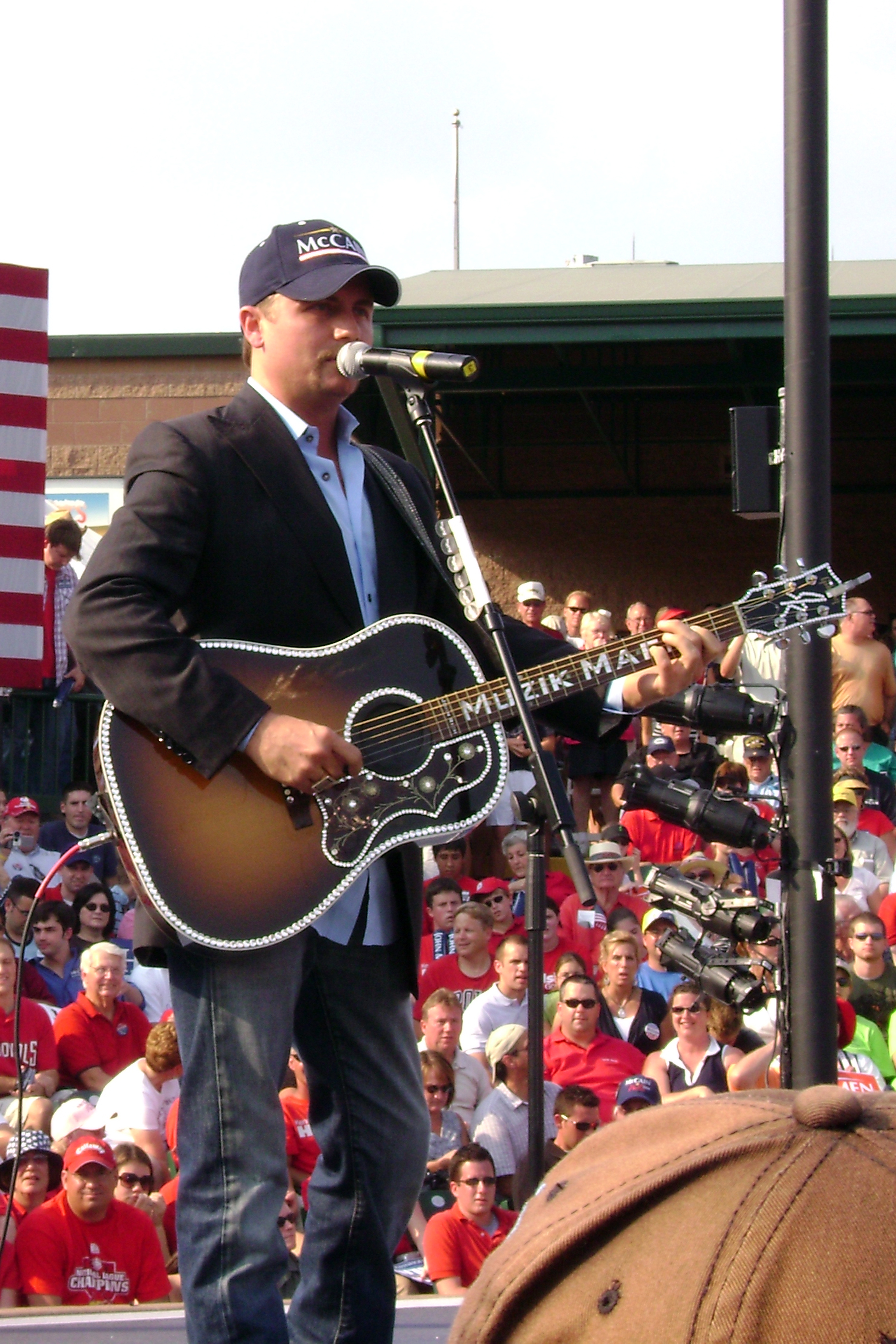
John Rich apresentando sua música "Raisin' McCain" em um comício de campanha em O'Fallon, Missouri, 31 de agosto de 2008

A campanha foi criticada e, em um caso, enfrentou um processo judicial pelo uso de músicas em eventos de campanha e em propagandas. O pioneiro do rock-n-roll Chuck Berry rejeitou publicamente o uso de sua música "Johnny B. Goode" pela campanha de McCain, que havia sido escolhida por McCain "principalmente porque tem o refrão 'Go Johnny Go Go Go'". Quando Berry declarou publicamente seu apoio a Obama em junho, a campanha de McCain começou a usar "Take a Chance on Me" do ABBA em seu lugar. Em agosto de 2008, o cantor Jackson Browne abriu um processo contra a campanha de McCain, o Comitê Nacional Republicano e o Partido Republicano de Ohio pelo uso de "Running on Empty" em um comercial, alegando que o uso violava o Ato Lanham ao implicar um endosso de Browne. Em outubro, os Foo Fighters pediram à campanha para parar de usar "My Hero", afirmando que esse uso "manchava" a intenção original da música. A campanha também recebeu críticas do Heart pelo uso de "Barracuda" para acompanhar a aparição de Sarah Palin na Convenção Nacional Republicana, com o grupo dizendo que "as visões e valores de Sarah Palin de forma alguma nos representam como mulheres americanas." Membros do Van Halen objetaram ao uso de "Right Now", embora o ex-vocalista e coautor da música Sammy Hagar tenha dito que não tinha problema com o uso: "Seja McCain que usou a música ou se Obama tivesse escolhido usá-la, com o atual clima político, a letra ainda tem o mesmo significado."
Um porta-voz de McCain-Palin respondeu dizendo que a campanha licenciou adequadamente essas músicas, dando-lhes permissão para tocá-las. As músicas foram usadas sob licenciamento geral, que não exige permissão dos artistas, mas segue canais legais apropriados e inclui pagamentos de royalties.
McCain teve mais sucesso na música country, onde o premiado e popular compositor John Rich escreveu a música de campanha "Raisin' McCain" em agosto de 2008. Rich tinha uma predileção por produzir músicas com tons políticos, embora o The New York Times tenha chamado isso de "um pedaço muito menos imaginativo de propaganda" do que outros de seus esforços. Ele apresentou a música na cerimônia de encerramento da Convenção Nacional Republicana e em comícios de campanha.
Em fevereiro de 2009, um juiz rejeitou moções da equipe jurídica de McCain e do Comitê Nacional Republicano para arquivar o processo de Browne, que alegava possível violação de direitos autorais, endosso falso e violação do direito de publicidade de Browne. O caso foi resolvido fora do tribunal por uma quantia não revelada em julho de 2009, com a campanha de McCain, o Partido Republicano de Ohio e o Comitê Nacional Republicano emitindo um pedido conjunto de desculpas pelo uso da música. A declaração deles afirmou que o próprio McCain não estava ciente do uso e não o aprovava.

## Arrecadação de fundos e finanças
Após a divulgação dos totais de arrecadação do primeiro trimestre no início de abril, os números mostraram que os US$ 13,6 milhões de McCain ficaram atrás dos rivais na corrida. Ele gastou mais de US$ 8 milhões em fundos de campanha durante o primeiro trimestre, deixando-o com US$ 5,2 milhões em caixa e US$ 1,8 milhão em dívidas. McCain superou 51.000 doadores individuais, mais do que os rivais Giuliani, com 28.356, e Romney, com 36.538. No entanto, McCain estava preocupado com a alta "taxa de queima" de dinheiro usado durante o primeiro trimestre e reformulou todas as suas operações financeiras após os relatórios.
Os totais de arrecadação do segundo trimestre de McCain foram piores, com a entrada caindo para US$ 11,2 milhões e as despesas continuando de modo que apenas US$ 2 milhões em caixa estavam disponíveis. Assessores de McCain disseram que a campanha estava considerando aceitar fundos públicos correspondentes. Há indicações de que, embora a campanha tivesse US$ 2 milhões em caixa no final do segundo trimestre, uma dívida de sete dígitos tornaria a situação financeira ainda mais grave.
Até 30 de setembro de 2007, McCain havia arrecadado US$ 32.124.785 para sua campanha presidencial. Doadores privados contribuíram com US$ 30.183.761, PACs doaram US$ 458.307 e US$ 1.482.717 vieram de outras fontes. 70% das contribuições de PACs vieram de grupos empresariais, 1% de grupos trabalhistas e os 29% finais de organizações ideológicas. Até então, 95,6% de suas finanças foram divulgadas, enquanto 4,4% não foram.
McCain foi o primeiro candidato a aceitar financiamento do fundo de campanha eleitoral presidencial.
Durante as dificuldades financeiras da campanha no verão de 2007, ela usou uma lista de doadores como garantia para obter aprovação de um empréstimo bancário. Isso levantou a questão de se a política de privacidade da campanha foi violada por tal uso. Um porta-voz de McCain disse que não, já que todos os ativos da campanha foram dados como garantia na época, não apenas a lista de doadores.
Em dezembro de 2007, McCain estava usando 32 lobistas como arrecadadores de fundos, mais do que qualquer outro candidato.
Embora McCain tenha aceitado financiamento público para a campanha da eleição geral, e as restrições que o acompanham, seu oponente não o fez, e McCain criticou Obama por se tornar o primeiro candidato de um grande partido na história a optar por não usar o financiamento público.
A campanha de McCain recebeu US$ 7 milhões em contribuições em um único dia após anunciar Palin como a candidata presumida a vice-presidente.
No entanto, na reta final da campanha da eleição geral, McCain foi superado por Obama em gastos por uma margem de quatro para um. No final, de 1º de setembro até o fim da campanha, McCain gastou diretamente os US$ 84 milhões alocados a ele pelas regras de financiamento público, enquanto Obama, tendo optado por não usar esse sistema, gastou diretamente US$ 315 milhões durante o mesmo período.

## Endossos
McCain obteve os endossos de muitas figuras e organizações republicanas de destaque, incluindo o então presidente em exercício George W. Bush, o vice-presidente Dick Cheney, o ex-presidente George H. W. Bush, a ex-primeira-dama Nancy Reagan e a National Rifle Association of America.
Um endosso do pastor do Texas John Hagee gerou controvérsia devido a declarações passadas, que alguns alegaram ser anti-católicas e antissemitas. McCain inicialmente buscou e aceitou o endosso de Hagee, mas em 20 de abril de 2008, descreveu a aceitação do endosso como um erro. Ele rejeitou formalmente o endosso em 22 de maio de 2008, após relatos de um sermão de Hagee na década de 1990, alegando que Adolf Hitler expulsar os judeus da Europa era a "vontade de Deus" como parte de um plano divino para reunir os judeus na Terra Santa. McCain condenou o sermão de Hagee como "louco e inaceitável".
McCain também recebeu o apoio do Democrata Independente Joe Lieberman, que disse: "Acho que (McCain) é o melhor de todos os candidatos para unir nosso país através das linhas políticas para que possamos começar a resolver alguns dos problemas que as pessoas têm."

## Planejamento de transição
Uma transição presidencial foi planejada contingentemente de Bush para McCain, caso McCain fosse eleito presidente. Teria sido uma "tomada amigável", na qual o presidente que deixa o cargo e o presidente eleito são do mesmo partido político. Como McCain perdeu a eleição de 2008 para o candidato presidencial democrata Barack Obama, essa transição nunca entrou em vigor.
O planejamento de transição de McCain começou, de forma discreta, antes mesmo da Convenção Nacional Republicana. Inicialmente, seis pessoas da equipe de campanha presidencial de McCain lidavam com as questões de transição. Essas eram William L. Ball, Rick Davis, Russ Gerson, John Lehman, Trevor Potter e William Timmons.
O governo Bush começou a trabalhar com as equipes de McCain e Barack Obama em relação às suas possíveis transições já no verão de 2008. No verão de 2008, representantes das campanhas de McCain e Obama tiveram uma reunião conjunta com oficiais do Departamento de Justiça dos Estados Unidos para discutir os recursos de transição.
Na primeira quinzena de setembro, McCain nomeou oficialmente William Timmons como chefe de sua transição. Timmons foi ex-assessor sênior do vice-presidente George H. W. Bush em 1988, conselheiro do senador Bob Dole em 1996, fundador e presidente emérito da empresa de lobby Timmons and Company, e ex-lobista do Freddie Mac. Ele esteve envolvido nas transições presidenciais de Ronald Reagan e George W. Bush. Liderando o esforço de planejamento de transição ao lado de Timmons estava John Lehman. Também envolvido na liderança do esforço estava William L. Ball.
Os planejadores de transição de McCain trabalhavam na sede de campanha em Arlington, Virgínia.
No final de outubro, tanto os campos de Obama quanto de McCain solicitaram que o governo Bush concedesse rapidamente autorizações de segurança para membros-chave de suas equipes de transição.
A equipe de transição de McCain era muito menor e tinha uma estrutura menos formal do que a de Obama. Até o final de outubro, os esforços de transição de McCain estavam muito atrás dos de Obama. No entanto, os esforços de transição de Obama eram vistos como estando muito à frente de qualquer esforço de transição passado. Em meio ao declínio de sua campanha na época, McCain ordenou que sua equipe de transição limitasse suas atividades. McCain aproveitou a oportunidade para criticar Obama por ser presunçoso com seu planejamento de transição mais intenso, declarando: "O senador Obama está medindo as cortinas." No entanto, houve críticas de que McCain estava fazendo muito pouco em relação ao seu planejamento de transição.
Lehman, como parte da Comissão do 11 de Setembro, havia expressado no passado grandes preocupações com a ameaça à segurança nacional que transições lentas podem representar. No entanto, McCain estava preocupado em se preparar muito rápido. No final de outubro de 2008, o The New York Times relatou que "muitos republicanos que normalmente seriam consultados sobre planos e pessoal disseram que detectaram pouca preparação".
A equipe de transição de McCain focou amplamente no orçamento federal e na criação de uma lista de potenciais membros da administração. Muitos dos voluntários que trabalhavam na campanha de McCain não eram especialistas profissionais em buscas de pessoal, mas sim profissionais mais especializados em políticas. Muitos eram indivíduos que tinham uma longa relação com McCain.